# Ilhéus
Ilhéus é um município brasileiro do litoral sul do estado da Bahia, região Nordeste. Conta com o mais extenso litoral do estado.  
Ilhéus foi fundada em 1534 como "Vila de São Jorge dos ilheos" e elevada à cidade em 1881. É conhecida por ambientar os romances de Jorge Amado, famoso escritor baiano, como Gabriela, Cravo e Canela e Terras do Sem Fim. Considerada a "Capital do Cacau" e denominada por seus habitantes como a "Princesinha do Sul", tem sua economia baseada na agricultura, no turismo e na indústria. 
Era o maior produtor de cacau do mundo, até sofrer a infestação da vassoura-de-bruxa, uma doença que atacou as plantações na década de 1990 e reduziu consideravelmente a produção.
É também chamada por "IOS" na sigla IATA, que respeita a grafia antiga do nome da cidade, "São Jorge dos Ilheos", que é utilizada nos bilhetes de transporte aéreo no Aeroporto Jorge Amado.
Com 189 028 habitantes, segundo estimativa de 2024 do Instituto Brasileiro de Geografia e Estatística (IBGE), é o oitavo município mais populoso da Bahia, atrás de Salvador, Feira de Santana, Vitória da Conquista, Camaçari, Juazeiro, Lauro de Freitas e Itabuna.
Possui um produto interno bruto per capita que ultrapassa os 25 000 reais. Abriga importante polo de informática do estado, além de ser o centro regional de serviços junto com Itabuna. Sedia o Aeroporto Jorge Amado e é portão de entrada para destinos muito procurados, como Itacaré, Canavieiras, Ilha de Comandatuba, Itabuna e a própria cidade de Ilhéus.
O centro da cidade se localiza em uma ilha formada pelos rios Almada, que apresenta belas paisagens e elevada biodiversidade, mas ameaçado pela poluição e desmatamento dos rios Cachoeira, Itacanoeira (ou Fundão) e ainda pelos canais Jacaré e Itaípe.
Apesar da infraestrutura da cidade não ser a ideal, tem-se caminhado para o desenvolvimento de ações que proporcionem uma base sólida para o surgimento de uma atividade turística sustentável a médio e longo prazo. Pontos turísticos como as praias dos Milionários, Havaizinho e Olivença, os rios cachoeira e Almada com seus manguezais, a Lagoa Encantada e o próprio Centro Histórico da cidade (dentre outros) justificam plenamente uma visita a Ilhéus.

## História

### Período colonial
Por volta do ano 1000, as tribos indígenas tapuias que habitavam a região foram expulsas para o interior do continente devido à chegada de povos tupis procedentes da Amazônia. No século XVI, quando chegaram os primeiros portugueses à região, a mesma era habitada pela tribo tupi dos tupiniquins.
No século XVI, com a colonização do Brasil pelos portugueses, o rei português dom João III doou vasta extensão de terra, sete mil léguas quadradas, ao donatário Jorge de Figueiredo Correia, escrivão da corte real. A carta de doação foi assinada em Évora a 26 de junho de 1534. Ainda que se falasse da terra as maiores maravilhas, o donatário da capitania preferiu o luxo e o fausto da corte, e enviou o espanhol Francisco Romero para cuidar de suas terras  e representá-lo na administração da capitania. De acordo com o historiador Francisco Adolfo de Varnhagen, Francisco Romero era considerado um homem bravo e  circunspecto e, para defender as terra a ele delegadas, enfrentou e pacificou os índios tupiniquins que se revoltaram diante da carta de doação da Capitania de Ilhéus a Jorge de Figueiredo Correia.

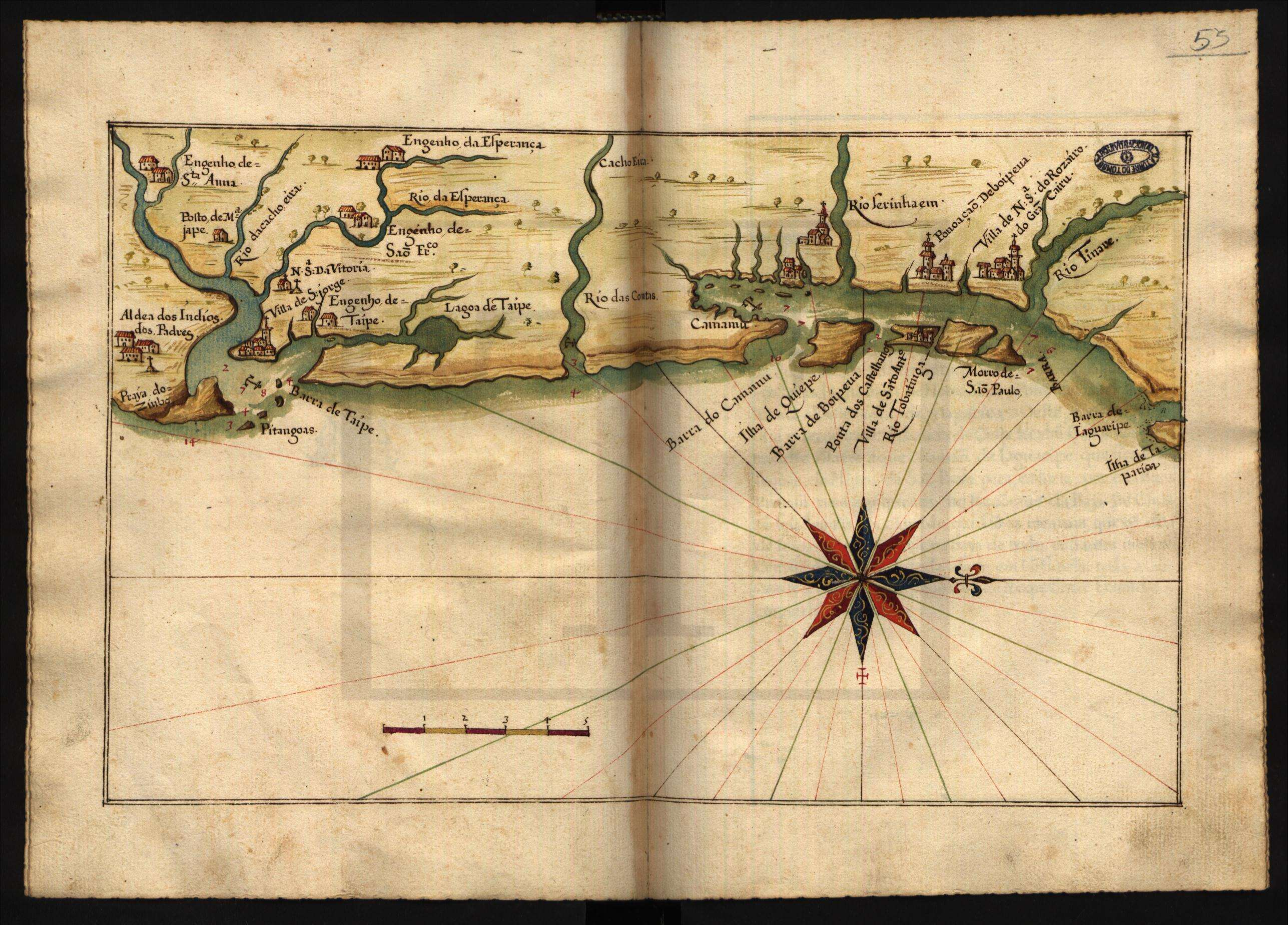
Mapa da Capitania de Ilhéus, 1640

Francisco Romero se instalou primeiro na ilha de Tinharé, atual Morro de São Paulo; depois, descobriu a Baía do Pontal, se encantou e lá fundou a sede da capitania, dando-lhe o nome de São Jorge dos Ilhéos: São Jorge, uma homenagem ao donatário Jorge e Ilhéus, devido à quantidade de ilhas (ilhéos) encontradas no seu litoral (além das que, ainda  existem hoje, como a Pedra de Ilhéus, Ilheusinho, Pedra de Itapitanga e a Ilha dos Frades), além dessas, a paisagem da baía também se caracterizava pelos morros do Pernambuco, Outeiro de São Sebastião, Rapa, grande e Itapins. Hoje, estes morros são conhecidos como Morro de Pernambuco, Morro do Outeiro de São Sebastião, Morro da Conquista e Morro do Pacheco . Instalada em 1535 na Ilha de Tinharé, antigo domínio da Capitania de Ilhéus, a sede administrativa logo se mudou para a região da Foz do Rio Cachoeira, a chamada Baía de Ilhéus.
A chegada dos colonizadores possibilitou a fundação da Vila de São Jorge dos Ilhéos que, em 1556, se transformou em freguesia por ordem de Dom Pero Fernandes Sardinha. Considerada por Tomé de Sousa como "a melhor coisa desta costa, para fazenda", a região se tornou produtora de cana-de-açúcar e ganhou muitas construções. Nos seus primeiros quinze anos, o progresso da vila era enorme e atraía todo tipo de pessoa. Jorge de Figueiredo doou pedaços de terra que se chamavam sesmarias a diversas figuras importantes do reino e, em 1537, doou uma sesmaria a Mem de Sá, que seria o terceiro governador-geral do Brasil, localizada no que foi chamado de Engenho de Santana, e onde hoje está localizado o povoado de Rio do Engenho.
Ainda restam vestígios deste engenho, que foi explorado pelos jesuítas, e onde está localizada a capela de Nossa Senhora de Santana, considerada a terceira igreja mais antiga do Brasil. Em 1551, com a morte do donatário, a capitania mudou de dono várias vezes e caiu no ostracismo, tornando-se apenas mais uma vila de pescadores na costa do país. Com a chegada dos ferozes índios aimorés, que passaram a atacar as plantações, Ilhéus sofreu um declínio econômico que resultou em decadência.
Em 1559 começou a 'Guerra dos Ilhéus', na qual os índios tupiniquins, tribo mais amiga dos portugueses, assassinam três lusitanos para vingar a morte de um índio ocasionada por um português. Em resposta, Mem de Sá inicia uma repressão violenta que resulta na "Batalha dos Nadadores", na qual os índios tupiniquins lançaram-se ao mar, na praia do Cururupe, e lutaram até a morte com índios tupinambás, fieis a Mem de Sá.
Quando os franceses atacaram Ilhéus e foram repelidos, em 1595,  já existia na entrada do porto o fortim de Santo Antônio, transformado em 1611 em forte de pedra e cal.

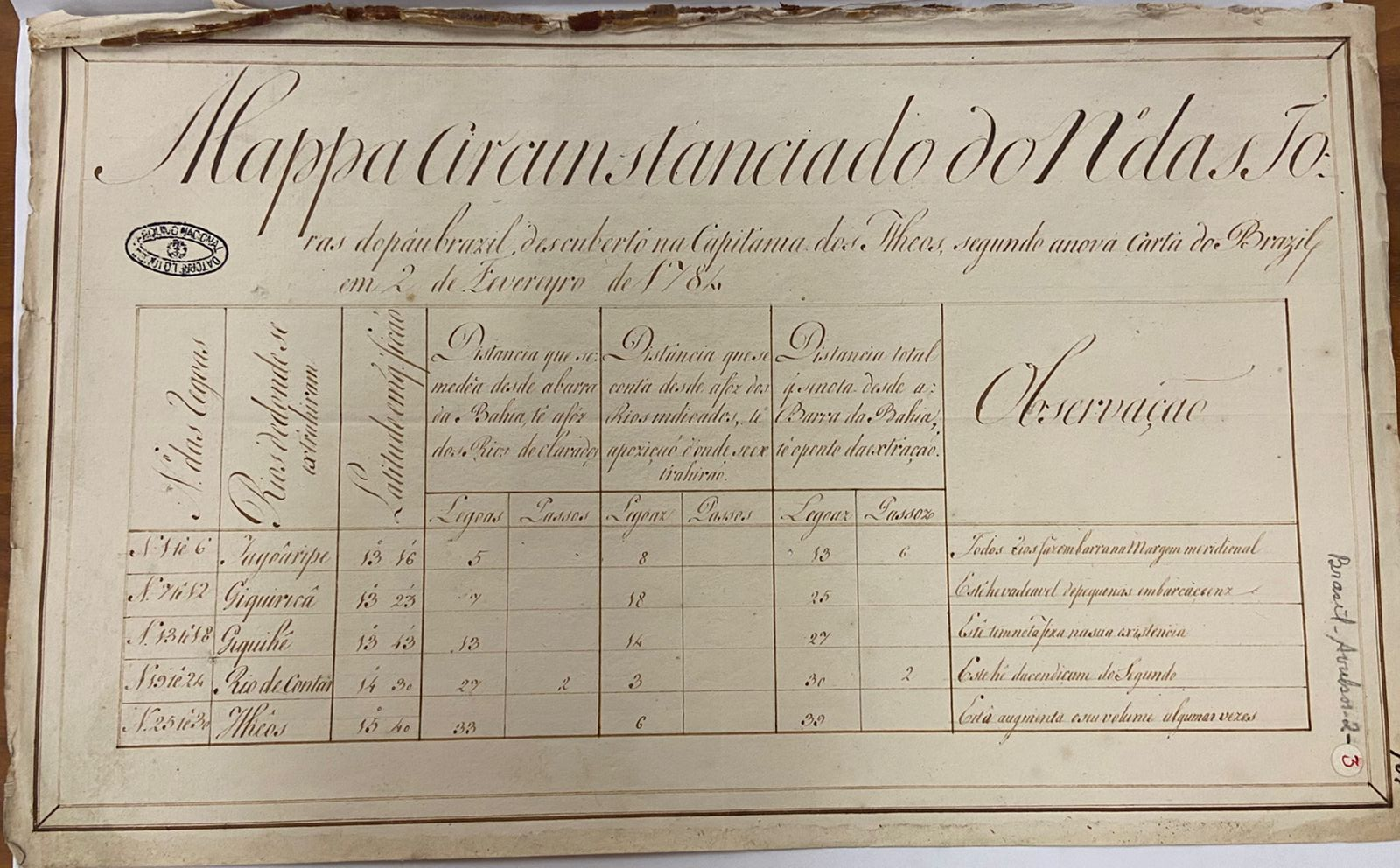
Mapa do Número das Toras de Pau- Brasil Descoberto na Capitania de Ilhéus

No século XVIII, a capitania estagnou e a lavoura reduziu-se a cana de açúcar. A terra ainda era cultivada pelos indígenas que caçavam e pescavam para os colonos receosos dos índios aimorés. A vila de São Jorge mantinha-se pobre, embora ainda fosse classificada como uma das melhores do Brasil pela fertilidade do solo, abundância de água e madeiras de lei, mesmo com a mudança de donatário resultantes de uma penhora.
Em 1754, o governo português acabou com o sistema de capitanias hereditárias e as terras brasileiras voltaram para as mãos do governo na metade do século XIX. 
Nativo da região amazônica, o cacau teve suas primeiras sementes trazidas do Pará pelo francês Louis Frédéric Warneaux e plantadas na fazenda Cubículo, às margens do rio Pardo, hoje município de Canavieiras. Antes disso, não se tinha conhecimento da importância do chocolate na alimentação, com o principal produto cultivado sendo a cana-de-açúcar, economicamente mais rentável.
Com a importação de mudas de cacaueiros da Amazônia e sua notável adaptação às condições climáticas da região, o município se viu  diante de um novo eldorado. O cultivo do cacau passou a gerar um número sem fim de histórias, recheadas de cobiça, amores e lutas pelo poder, se transformando, posteriormente, em um terreno fértil para os romances de Adonias Filho e Jorge Amado, nos quais se narram as paixões desenfreadas dos coronéis por dinheiro, mulheres e terras.
No final do século XVIII foi construído o canal do Itaípe pelo engenheiro naval François Gaston Lavigne, oficial do exército de Napoleão, para facilitar a passagem das canoas que traziam cacau da região do rio Almada para o embarque no porto.
Em meados de 1780, Ilhéus continuava com o mesmo aspecto de dois séculos anteriores A imagem de indignação foi compartilhada por diversos viajantes, como Ferdinand Maximilian Von Habsburg: "foram aparecendo pouco a pouco as casas de São Jorge dos Ilhéus, uma imagem de pobreza e de um difícil começo".  A decadência econômica conduzia uma situação alarmante: não existiam escolas, casas de câmera, nem tão pouco cadeias.

### Século XIX
Na primeira metade do século XIX o município conservava o mesmo aspecto de séculos anteriores: a economia continuava estagnada a beira do Atlântico, e apenas o engenho de Santa Maria, pertencente ao brigadeiro Felisberto Caldeira Brant, Marquês de Barbacena, demonstrava alguma prosperidade. Em 1836 Ferdinand Denis, em seu livro "Brésil" constata que a Europa não poderia imaginar a calmaria filosófica dos habitantes de Ilhéus que não desejavam nada além daquilo que o céu lhe concedia. Para Ferinand, Ilhéus parecia perdida em prosperidade.
Em 1863 aconteceu a primeira eleição a bico de pena, ou seja primeira fraude eleitoral. No ano de 1866 a exportação do município para província atingia valor superior a 331 contos de reis e o cacau se tornava a principal fonte de renda, quase 32 mil arrobas vendidas a 5 mil reis, cerca de 159 contos. O desenvolvimento econômico começava a mudar o aspecto urbano da sede.
Em 28 de junho de 1881, Ilhéus foi elevada à categoria de cidade, numa ação referendada pelo Marquês de Paranaguá e, posteriormente, em 1913, a cidade foi transformada em bispado. Neste período, o governo brasileiro doou terras a quem quisesse plantar cacau e atraiu  sergipanos e pessoas fugidas da seca, procedentes do próprio estado, ou de outras regiões do Nordeste. Em dez anos, a população cresceu de uma forma expressiva. Plantava-se cacau em abundância e vieram pessoas buscando o eldorado. A região teve, então, seu aspecto totalmente modificado.

### Século XX: apogeu e decadência da cacauicultura

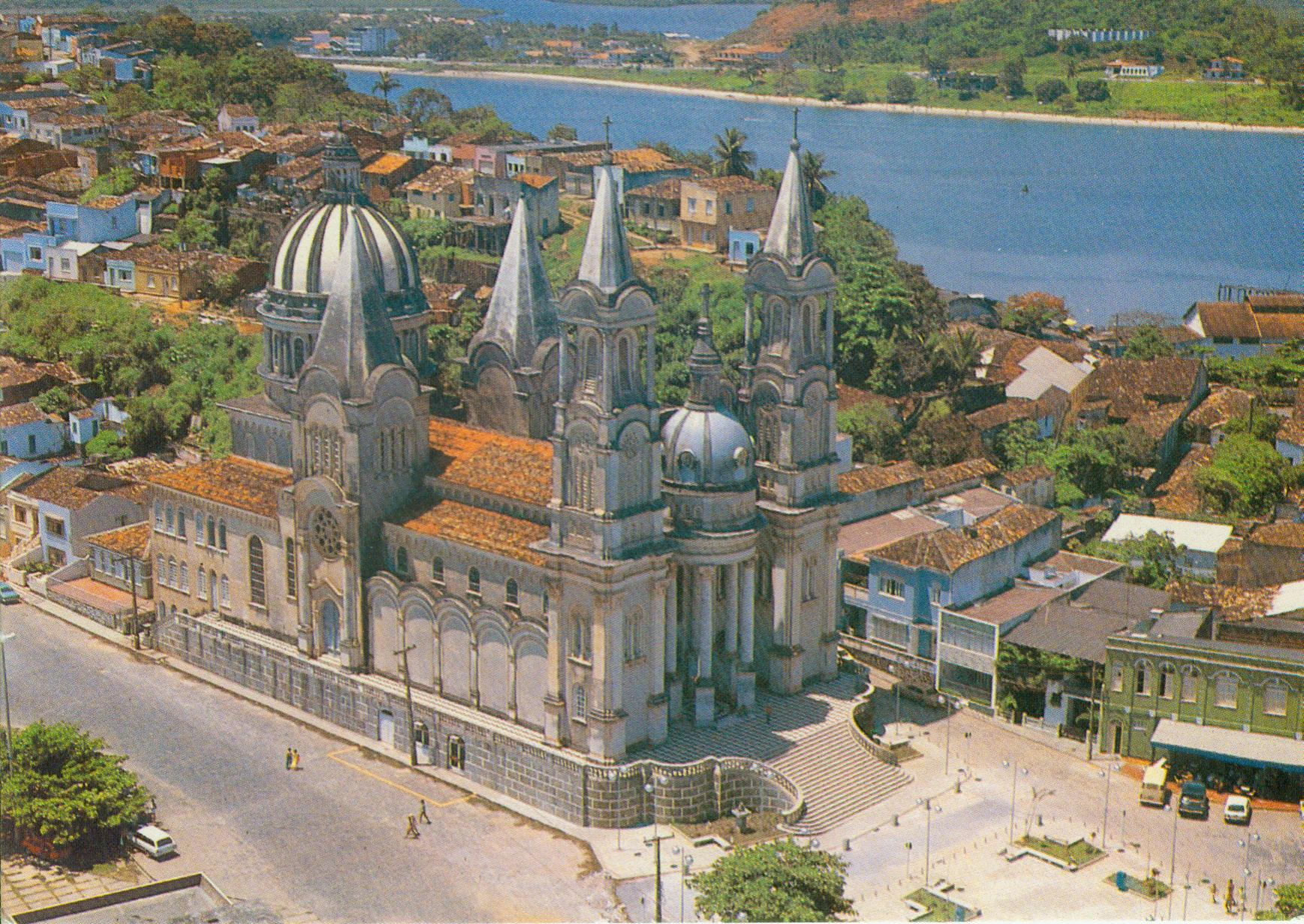
Catedral de São Sebastião na década de 1980

No início do século XX, a antiga vila de casas desalinhadas, dá lugar a palacetes, vinte e oito praças , diversas indústrias, agências de navegação e, além de exportar cacau , exportava também óleo de copaíba, couro, sabão, madeira para marcenaria, peixe seco, entre outros. Os principais povoados nesse período eram Pontal, Itabuna, Banco da Vitoria (criado em 1830), Almadina, Ariguatá, Cururupe, Iguape, Olivença, São João e Castelo Novo. No ano de 1914, uma forte tempestade, que resultou em uma grande enchente, danificou a estrada de ferro Ilhéus-Conquista, construída em 1904 pela firma Oliveira, Carvalho e Cia. tal acontecimento acarretou grandes prejuízos, mas a cidade conseguiu se recuperar mantendo posição de destaque entre as cidades baianas.
Nesta época, começaram a construção de belos edifícios públicos, como o Palácio do Paranaguá, que abriga até hoje a Prefeitura, e a sede da Associação Comercial de Ilhéus; belas casas, como a do coronel Misael Tavares e a da família Berbert, uma cópia do Palácio do Catete, no Rio de Janeiro, e muitos outros.
Nem os conflitos sangrentos que se prolongaram por mais de um ano conseguiram frear o desenvolvimento de Ilhéus. O preço do cacau subia e as fortunas cresciam rapidamente. Gastava-se abundantemente e o champagne francês era vendido como aperitivo nos bares. No ano de 1920 é inaugurada a primeira ponte de atracação do porto e um trecho de cais, além do Hospital São José.
Na década de 1920, Ilhéus fervilhava de pessoas, de dinheiro, de luxo e riqueza. Neste período, foi construído o prédio do "Ilhéos Hotel", o primeiro edifício   no interior do Nordeste com elevador, uma obra ainda hoje imponente, e o Teatro Municipal, considerado, na época, um dos mais bem aparelhados do interior do Nordeste e fora das capitais, que esteve em ruínas, mas foi reformado. Os indivíduos de maior poder aquisitivo primaram pelo bom gosto e requinte, sempre muito atentos aos costumes e modas da Capital Federal, a cidade do Rio de Janeiro, e também aos praticados na Europa. Tudo vinha da Europa em navios.
Neste período, a exportação de cacau era realizada pelo porto de Salvador, acarretando problemas como dificuldade no embarque, perdas na qualidade e no peso do produto. Em 1924, os cacauicultores iniciaram, com recursos próprios, a construção do porto de Ilhéus, e a exportação do cacau começou a ser realizada na cidade, trazendo com isso a presença de estrangeiros e um intercâmbio cultural com países da Europa. Nesta época, vinham dançarinas, mágicos e também aventureiros para divertir as pessoas que possuíam dinheiro.

Ilhéus, década de 1970. Arquivo Nacional

A cidade era movimentada, haviam cabarés, clubes noturnos, casinos que serviram de inspiração para o cenário dos romances de Jorge Amado. Uma época de muito dinheiro, luxo e desmandos. O grande fluxo financeiro originado pela produção e exportação do cacau, deu origem a peculiaridades no desenvolvimento da região da Costa do Cacau, região geoestratégica da Bahia. O desenvolvimento da produção e a busca por melhor qualidade desta commodity levaram as lideranças regionais e os produtores a criar a Comissão Executiva de Desenvolvimento da Lavoura Cacaueira, hoje órgão do Ministério da Agricultura, Pecuária e Abastecimento, com um importante centro de pesquisa, o Centro de Pesquisas do Cacau.
A demanda regional por educação superior, buscada nas década de 1940 e 1950, em Salvador, principalmente pelos filhos dos "coronéis do cacau", gerou o anseio pela implantação de faculdades e instituições de ensino superior na região. A Universidade Estadual de Santa Cruz é fruto desta demanda. Sendo, hoje, referência nordestina na formação de nível superior, firma-se como importante instituição de produção científica no nordeste, a segunda da Bahia, somente superada pela Universidade Federal da Bahia.
A partir da década de 1980, os ciclos de secas provocadas pelo fenômeno El Niño, os baixos preços internacionais e, por último, uma doença denominada vassoura-de-bruxa fizeram da cacauicultura uma atividade menos rentável. Se, para uns, isso representou tristeza e angústia, para a região, oportunizou o surgimento de outras atividades não vinculadas à monocultura cacaueira. Gradativamente, a atividade econômica da cidade de Ilhéus deixou de basear-se exclusivamente na agricultura, despertando sua vocação para o turismo, lazer e o setor de serviços. Paralelamente, como alternativa de desenvolvimento, foi implantado um polo industrial para a produção de equipamentos de informática.

## Geografia
Localizado na Região Cacaueira e Região Econômica Litoral Sul da Bahia,  o município de Ilhéus é formado pelos distritos de Aritaguá, Banco Central, Castelo Novo, Couto, Inema, Japú, Pimenteira, Rio do Braço e Olivença. O município faz divisa ao norte com os municípios de Aurelino Leal, Itacaré e Uruçuca, ao sul com Una, ao sudoeste com Itabuna e Buerarema, ao oeste com Itajuípe e Coaraci, ao noroeste com Itapitanga e ao leste com o Oceano Atlântico.
Por se caracterizar como uma sub-região tropical e úmida, o clima é fundamental na definição do quadro natural, na medida em que configura os tipos de solo e a forma do relevo, variedade da vegetação e a rede hidrográfica. Essa região está inserida na Região Administrativa da Água - RAA - Bacia do Leste, onde se destacam os rios Cachoeira, Almada e Santana.
Quanto ao relevo, o município se caracteriza por apresentar um contexto diversificado com: o planalto pré-litorâneo, planalto costeiro, tabuleiros costeiros e planície costeira. Ilhéus é constituída pelos morros de São Sebastião, Tapera, Vitória, Boa Vista, Conquista, Basílio, Esperança, Coqueiro, Amparo e Soledade, que impuseram restrições à expansão do município ao sul pela baía do pontal, ao norte pelos manguezais, pelo canal artificial Itaípe e pelo Rio Almada, e a oeste pelo Rio Itacanoeiros. Dessa forma, a área urbana é caracterizada pela presença de morros, colinas, fundos de vale e outeiros.
A Mata Atlântica é a vegetação predominante no município de Ilhéus, formada sobretudo por árvores de médio e grande porte e com biodiversidade incalculável. Além dessa vegetação, destacam-se as áreas de restinga, predominante na linha de praias, e uma grande faixa de manguezais, dentre os quais se destaca o manguezal do Rio Cachoeira, um dos mais extensos, cerca de 10 km. Nesta área se forma um estuário conhecido como Coroa Grande,onde se encontram o Rio Cachoeira, o Rio Santana e o Rio Itacanoeira, conhecido como Rio Fundão. Além destes rios, faz parte da rede hidrográfica do município de Ilhéus, a bacia do Rio Almada.
O município possui duas unidades de conservação, a APA da Lagoa Encantada e o Parque Municipal da Boa Esperança.
Na agricultura se destaca a lavoura cacaueira, mas existem outras atividades agrícolas como coco, banana, cupuaçu, jaca, graviola, mandioca,feijão,pupunha, dendê e a pecuária.

### Clima
Como a maioria das cidades do litoral sul-baiano, possui um clima tropical úmido com médias pluviométricas anuais entre 2 000 e 2 400 milímetros, com chuvas bem distribuídas ao longo do ano, sendo o verão o período de maior precipitação. Possui temperatura média compensada anual em tornos dos 25 °C, tendo, no período de inverno, média de 21 °C, com média das máximas de 26 °C e a das mínimas de 18 °C. Durante o verão, possui média de 26 °C, com médias máximas de 29 °C e mínimas de 22 °C.
Segundo dados do Instituto Nacional de Meteorologia (INMET), referentes ao período, de 1961 a 1970, 1973 a 1980, 1986 a 1989 e 1992 a 1994, a menor temperatura registrada em Ilhéus foi de 12,8 °C em 28 de agosto de 1976, e a maior atingiu 34,1 °C em 25 de janeiro de 1994. O maior acumulado de precipitação em 24 horas foi de 148 mm em 27 de setembro de 1967. Outros grandes acumulados foram 143,6 mm em 11 de outubro de 1977, 131,7 mm em 22 de junho de 1977, 130,1 mm em 15 de dezembro de 1975, 118,4 mm em 28 de fevereiro de 1997, 117,4 mm em 11 de fevereiro de 1978, 117,3 mm em 17 de novembro de 1968, 116,8 mm em 24 de março de 1988, 116 mm em 9 de maio de 1980, 111,3 mm em 21 de março de 1967, 107,4 mm em 30 de abril de 1978 e 106,4 mm em 26 de outubro de 1977. Outubro de 1977, com 469,7 mm, foi o mês de maior precipitação.
| Dados climatológicos para Ilhéus | Dados climatológicos para Ilhéus | Dados climatológicos para Ilhéus | Dados climatológicos para Ilhéus | Dados climatológicos para Ilhéus | Dados climatológicos para Ilhéus | Dados climatológicos para Ilhéus | Dados climatológicos para Ilhéus | Dados climatológicos para Ilhéus | Dados climatológicos para Ilhéus | Dados climatológicos para Ilhéus | Dados climatológicos para Ilhéus | Dados climatológicos para Ilhéus | Dados climatológicos para Ilhéus |
| Mês | Jan                              | Fev                              | Mar                              | Abr                              | Mai                              | Jun                              | Jul                              | Ago                              | Set                              | Out                              | Nov                              | Dez                              | Ano                              |
| --- | -------------------------------- | -------------------------------- | -------------------------------- | -------------------------------- | -------------------------------- | -------------------------------- | -------------------------------- | -------------------------------- | -------------------------------- | -------------------------------- | -------------------------------- | -------------------------------- | -------------------------------- |
| Temperatura máxima recorde (°C) | 34,1                             | 33,6                             | 32,2                             | 31,3                             | 30,6                             | 29                               | 28,4                             | 28,4                             | 29                               | 30,4                             | 30                               | 30,6                             | 34,1                             |
| Temperatura máxima média (°C) | 29,1                             | 29,3                             | 29,4                             | 28,7                             | 27,5                             | 26,4                             | 25,8                             | 26                               | 26,4                             | 27,6                             | 27,8                             | 28,5                             | 27,7                             |
| Temperatura média compensada (°C) | 25,9                             | 26                               | 25,9                             | 25,3                             | 24,1                             | 22,7                             | 22                               | 22,2                             | 23,2                             | 24,4                             | 24,9                             | 25,4                             | 24,3                             |
| Temperatura mínima média (°C) | 22,2                             | 22,3                             | 22,1                             | 21,8                             | 20,9                             | 19,7                             | 18,9                             | 18,7                             | 19,7                             | 20,9                             | 21,5                             | 22,1                             | 20,9                             |
| Temperatura mínima recorde (°C) | 18,3                             | 18,1                             | 19,1                             | 18,4                             | 16,1                             | 15                               | 14,4                             | 12,8                             | 15,4                             | 16,5                             | 17,7                             | 18,7                             | 12,8                             |
| Precipitação (mm) | 151,2                            | 182,4                            | 216,9                            | 204,7                            | 144,5                            | 200,6                            | 200,5                            | 134,4                            | 128,7                            | 146,9                            | 146,1                            | 178,6                            | 2 035,5                          |
| Dias com precipitação (≥ 1 mm) | 15                               | 15                               | 17                               | 15                               | 14                               | 16                               | 18                               | 16                               | 13                               | 13                               | 14                               | 13                               | 179                              |
| Umidade relativa compensada (%) | 80,4                             | 80,7                             | 81,5                             | 83                               | 85,7                             | 86,5                             | 86,6                             | 85,2                             | 83,7                             | 83,1                             | 82,8                             | 82                               | 83,4                             |
| Insolação (h) | 220,2                            | 215,6                            | 235,9                            | 203,4                            | 199,8                            | 191,3                            | 197,7                            | 210,8                            | 198,5                            | 199,5                            | 190,2                            | 220,2                            | 2 483,1                          |
| Fonte: Instituto Nacional de Meteorologia (normal climatológica de 1961-1990; recordes de temperatura de 01/01/1961 a 31/12/1970, 01/01/1973 a 31/12/1980, 01/01/1986 a 31/03/1989 e 01/07/1992 a 30/04/1994) |                                  |                                  |                                  |                                  |                                  |                                  |                                  |                                  |                                  |                                  |                                  |                                  |                                  |

## Demografia
Segundo o Censo 2022 do IBGE, a população de Ilhéus é de 178 649 habitantes. É um dos dez municípios mais populosos da Bahia.
Em 2015, o salário médio mensal dos trabalhadores formais no município era de 2,7 salários mínimos, e a proporção de pessoas ocupadas em relação à população total era de 19,8%.
Etnias
| Cor/Raça | Percentagem |
| -------- | ----------- |
| Parda    | 58,6%       |
| Branca   | 19,5%       |
| Preta    | 18,7%       |
| Indígena | 2,1%        |
| Amarelo  | 0,9%        |

## Subdivisões

### Bairros
Ilhéus, em sua sede, tem entre 22 e 27 bairros. O bairro mais populoso é Teotônio Vilela, com 17 221 habitantes, de acordo com o Censo 2022 do Instituto Brasileiro de Geografia e Estatística (IBGE).

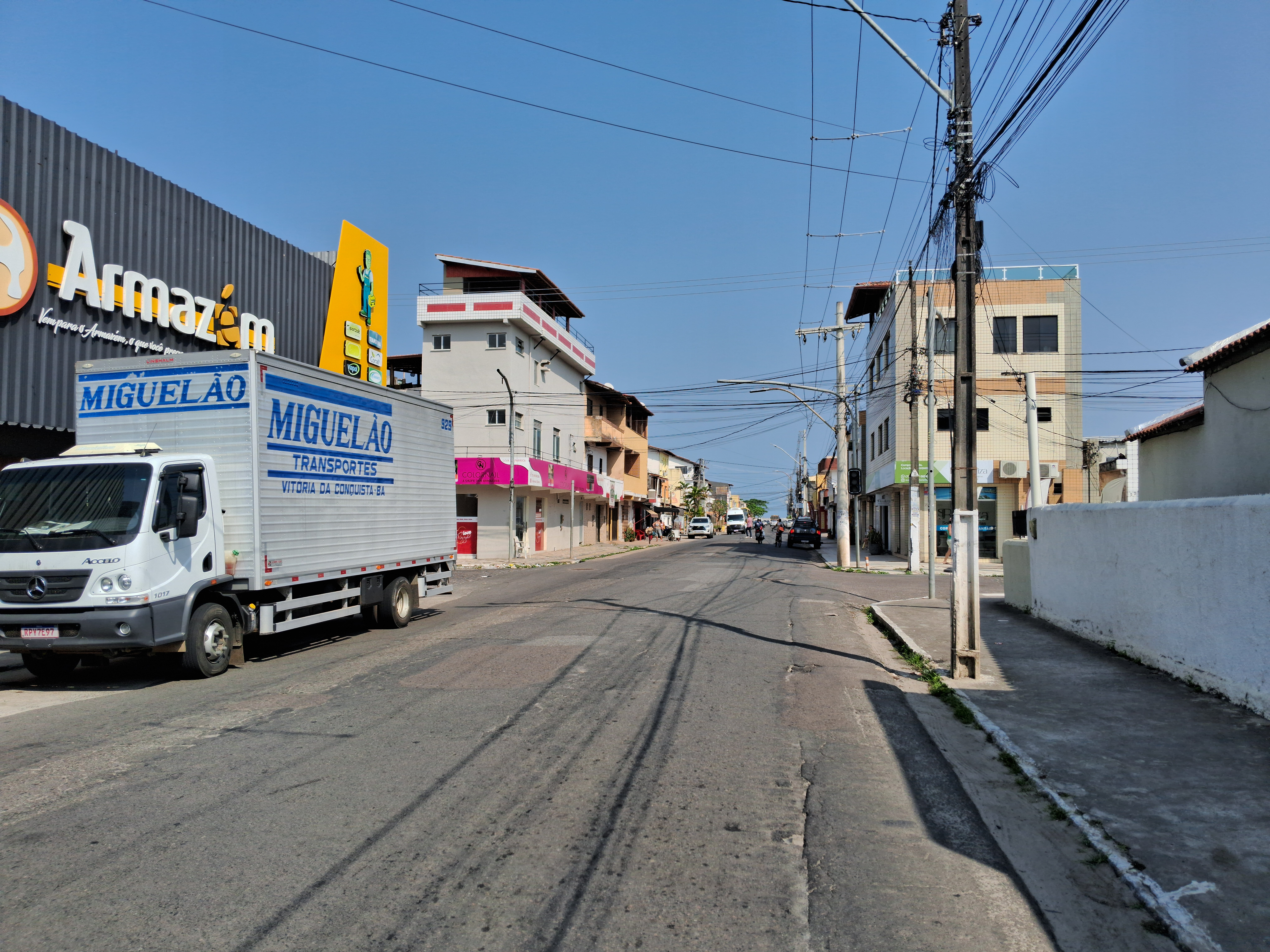
Rua Treze de Maio, bairro Pontal

### Distritos
Desde 2018, o município de Ilhéus é composto por onze distritos: Ilhéus (sede), Aritaguá, Banco Central, Banco do Pedro, Castelo Novo, Coutos, Inema, Japu, Olivença, Pimenteira e Sambaituba.

Distritos de Ilhéus
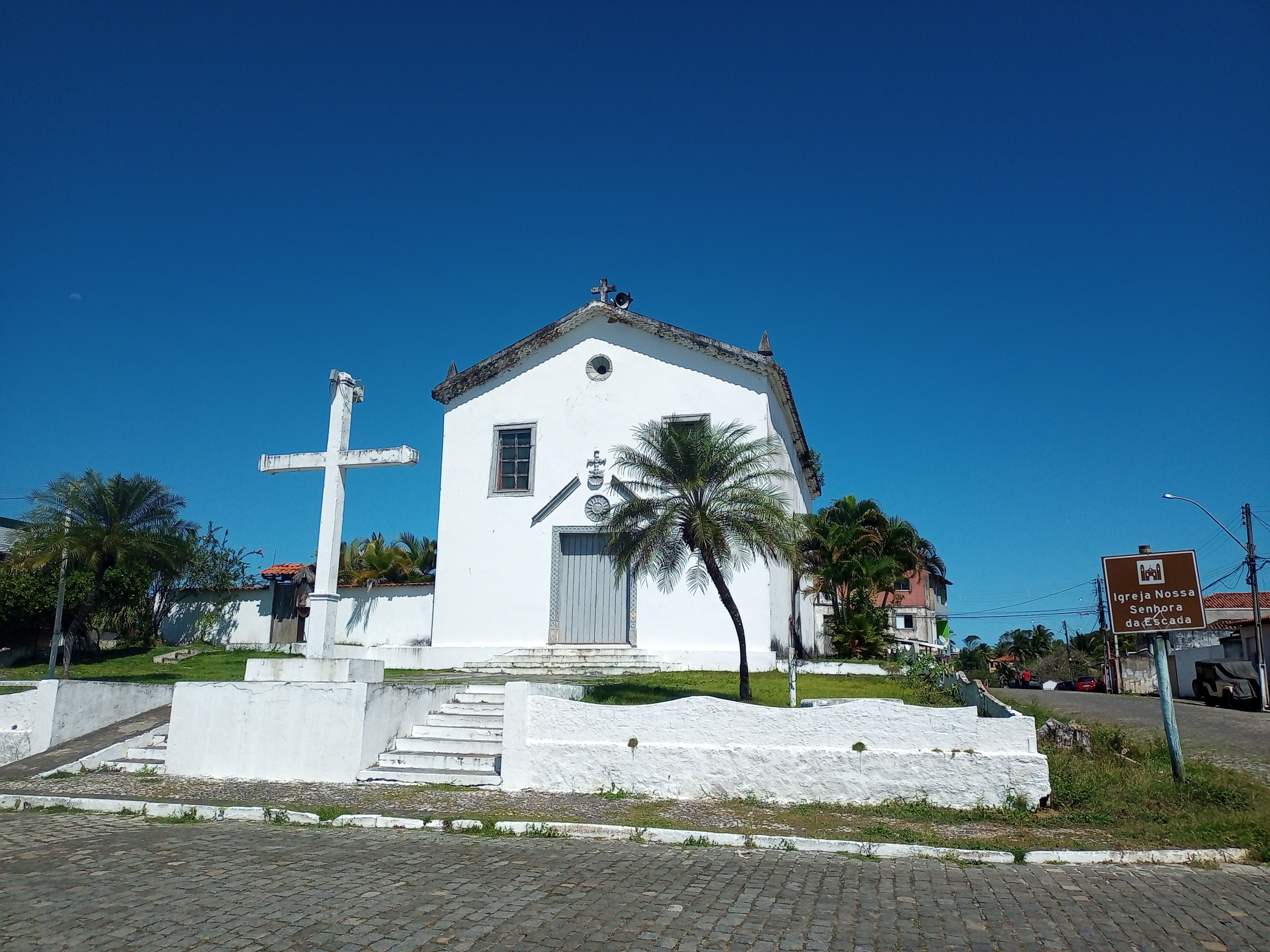
Fachada da Igreja Nossa Senhora da Escada, Olivença, distrito de Ilhéus

## Economia
Após a década de 1990, com a crise gerada pela monocultura do cacau, resultante da disseminação do fungo da vassoura de bruxa que dizimou toda a lavoura cacaueira da região sul da Bahia, surgiu a necessidade de alternativas de desenvolvimento econômico, dentre as quais destacam-se o turismo e o atividade industrial (a criação do polo de Informática).
O setor de turismo, com uma trajetória própria, foi sustentado pelas vocações do município, em especial as belezas naturais, a história e a cultura amplamente divulgadas nas obras literárias de Jorge Amado.
Junto a esse setor, cresceu também o  setor de serviços associados ao turismo e lazer tais como: transportes, hospedagem, produção cultural e alimentação.
Outro setor no qual Ilhéus destaca-se em toda a Mesorregião do Sul Baiano, é o setor industrial. O município possui com um distrito industrial onde estão instaladas diversas indústrias para manuseio e transformação do cacau, além do polo de informática.
O polo de Informática localizada na área norte da cidade surge de uma dinâmica oposta, figurando como uma intervenção do Governo do Estado, com o intuito de criar uma compensação pelas perdas ocasionadas com a crise do cacau na região. O Polo foi implantado em 1995 e tem fomentado a atividade industrial, melhorando os indicadores socioeconômicos da região (renda, emprego) e gerando maior competitividade da economia local.
Contudo, a escolha dessas alternativas, o Turismo e o polo de Informática, não reduz a evidência de que outros setores são essenciais para expandir a economia local e contribuir para o desenvolvimento do município, como o comércio e demais atividades/serviços, assim como a contribuição ainda significativa da cacauicultura.
A região cacaueira do sul da Bahia, Brasil, vem há mais de 20 anos buscando alternativa para superar a baixa rentabilidade das fazendas de cacau. Os reflexos dessa crise não atingiu o setor chocolateiro que cresce 4,5% em volume e 11,5% em valor. Diante dessa realidade, servindo como uma alternativa para mudar a realidade da região cacaueira, o Ministério da Agricultura criou incentivos para a industrialização do cacau por parte dos produtores, a partir da fabricação de cacau fino e de "origem", com sabor e aroma especial e com alto teor de cacau. Em 2020, Ilhéus foi o município que mais produziu cacau na Bahia.
Além da produção de cacau, também tem crescido na região o cultivo da piaçava e do dendê.
Em julho de 2017, a cidade chinesa de Tianjin assinou um Memorando de Entendimentos com Ilhéus, como parte de um acordo de cooperação econômica, com foco na implantação de uma Zona de Processamento de Exportações, além de investimentos diversos, no município baiano. Desde então, as duas municipalidades tornaram-se cidades-irmãs.

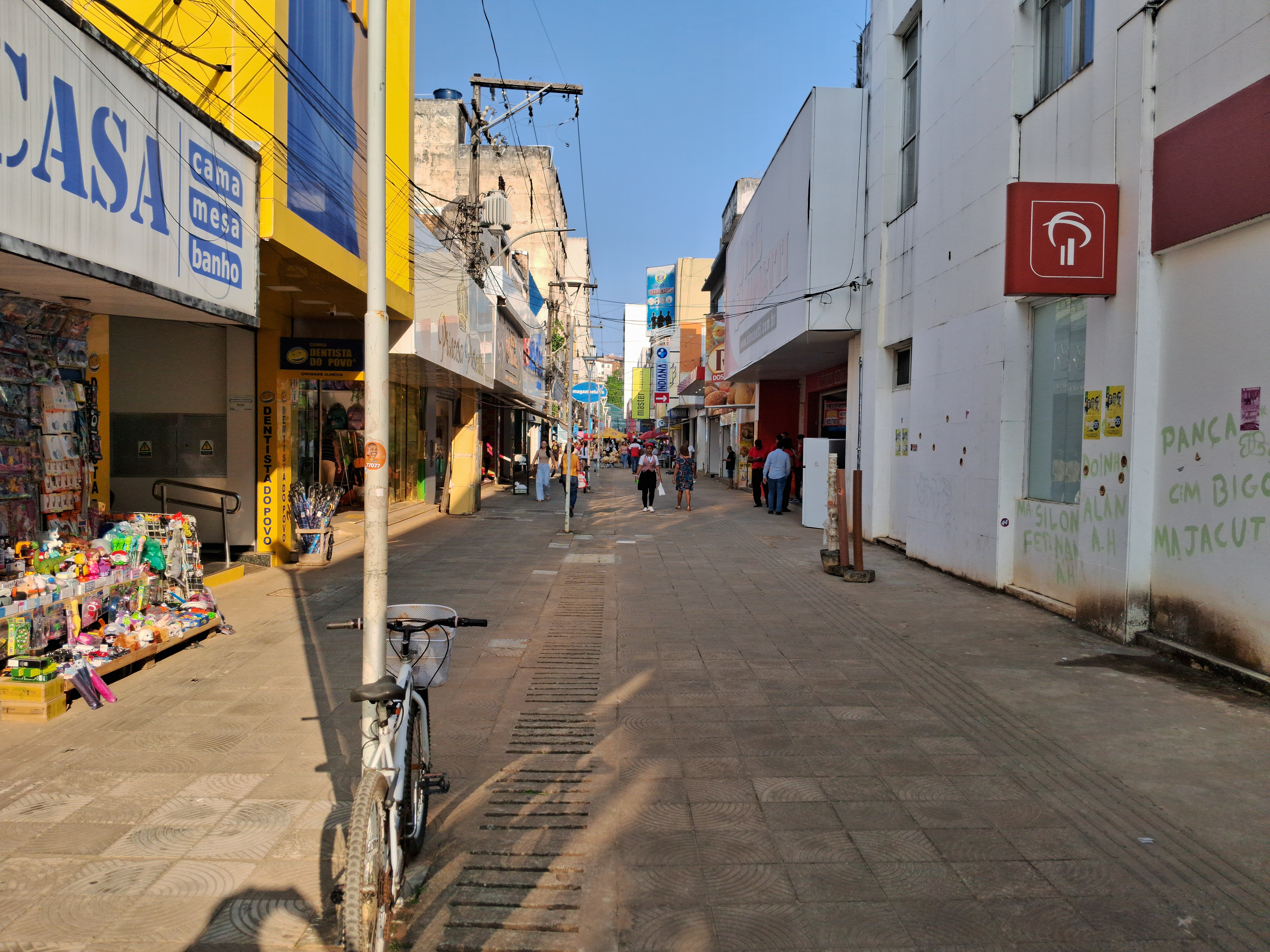
Rua Marquês de Paranaguá, Centro de Ilhéus, centro de comércio
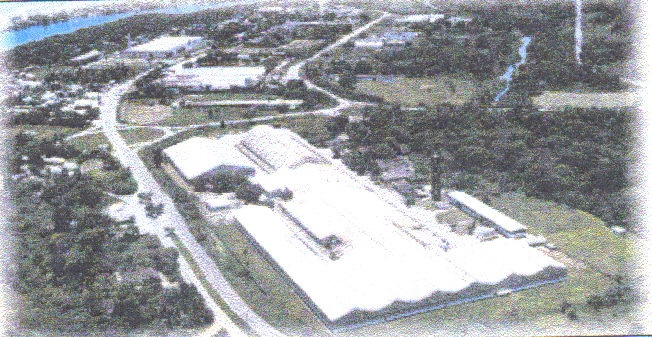
Distrito industrial
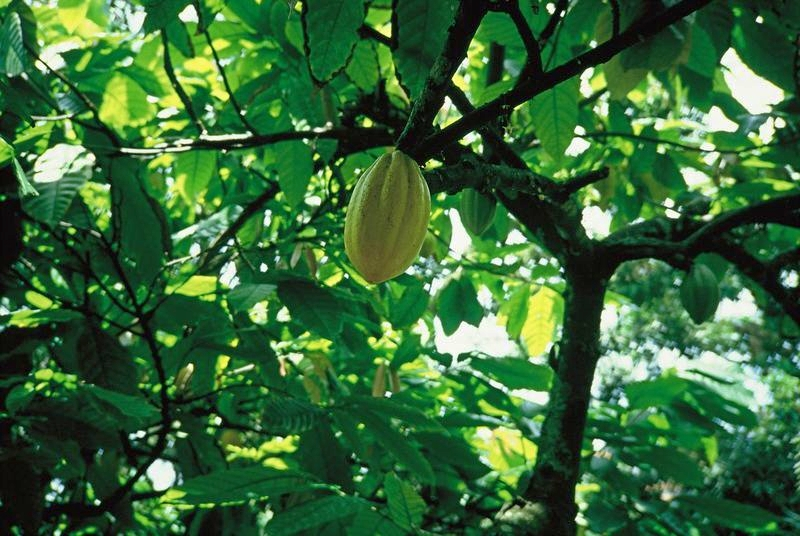
Plantação de cacau no município

## Infraestrutura

### Educação

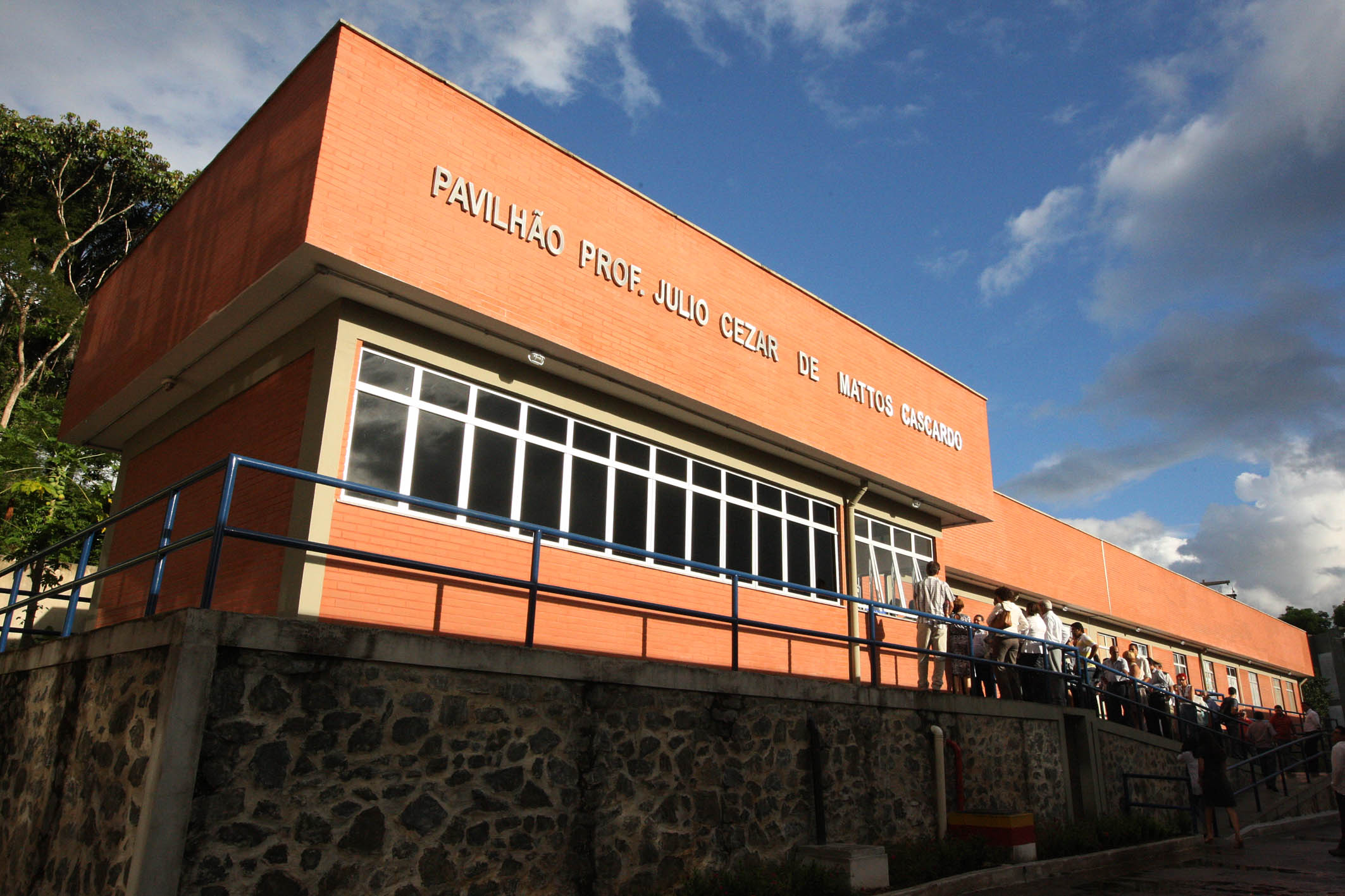
Pavilhão Professor Julio Cezar de Mattos Cascardo, da Universidade Estadual de Santa Cruz

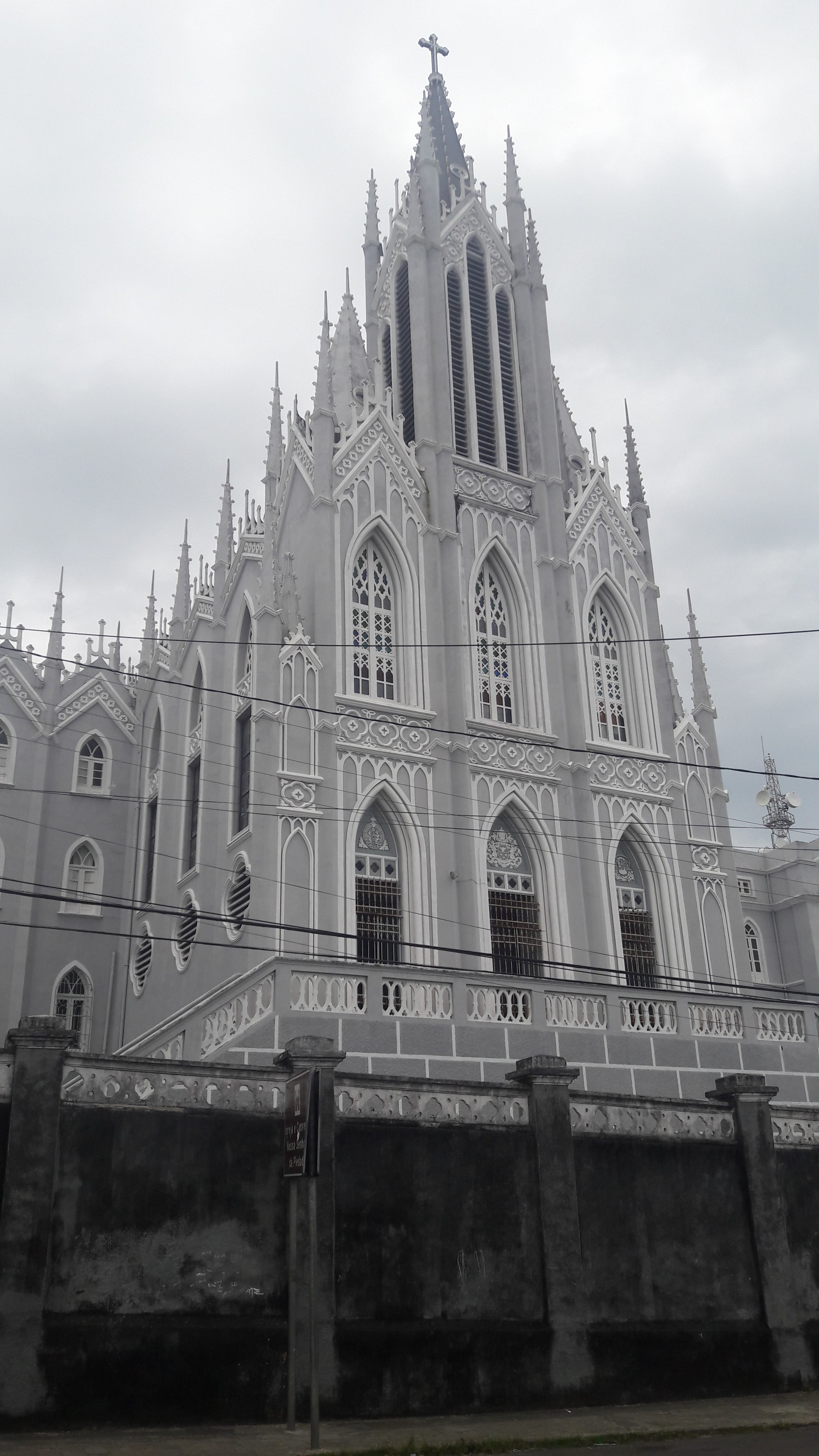
Igreja de Nossa Senhora da Piedade

Nos últimos anos, as opções de cursos de nível superior apresentou um expressivo crescimento, com a oferta de novos cursos na rede pública estadual e federal tanto a nível técnico como a nível superior. Paralelamente, é marcante o crescimento da presença de novas instituições de ensino não públicas disponibilizando cursos presenciais e à distância nas mais diversas áreas de atuação profissional.
Situada no bairro Salobrinho, na Rodovia BR-415 trecho Ilhéus-Itabuna, funciona a Universidade Estadual de Santa Cruz, no Campus Soane Nazaré de Andrade. Esta Universidade pública oferece 33 cursos, sendo 22 bacharelados e 11 licenciaturas, além de uma moderna e ampla biblioteca, laboratórios de ponta, hospital veterinário, estufas para estudos botânicos e outras instalações de grande porte.
Entre Ilhéus e Olivença (bairro de Ilhéus) localiza-se a Faculdade de Ilhéus. Sendo uma instituição privada, oferece nove cursos: Administração, Ciências Contábeis, Direito, Nutrição , Enfermagem, Odontologia, Psicologia, Engenharia civil e Engenharia de produção. Além do excelente espaço, disponibiliza uma biblioteca ampla e laboratórios bem aparelhados.
Madre Thaís: a faculdade Madre Thaís é privada e está localizada no Open Mall Gabriela Center, na Av. Itabuna. A faculdade oferece os cursos de administração, enfermagem, direito, biomedicina e logística. Também encontramos, na saída para Itabuna, próximo à rodoviária, a FTC EaD, que fica localizada no instituto de ensino Joana d'Arc, com os cursos de: administração, tecnólogo em segurança do trabalho, biologia, letras, história, pedagogia, dentre outros.
Na Escola Diretriz (Pontal), administrada pela Cooperativa de Professores Santa Rita, encontra-se o Polo de Apoio Presencial do Grupo Uninter em Ilhéus. Através das duas faculdades do grupo (Facinter e Fatec Internacional) o UNINTER oferece diversos cursos de graduação e pós-graduação na modalidade EaD.
No Instituto Brasileiro de Educação, Cultura e Turismo, Pontal - Ilhéus, também são oferecidos cursos superiores. O instituto é privado.
Ainda existem a Eadcon (no Colégio Nossa Senhora da Vitória) e a Unopar Ilhéus, em sede própria.
Escola Técnica Federal - IFBA Campus Ilhéus. O Campus de Ilhéus oferece os cursos das modalidades Integradas, Subsequentes e Superiores. No nível médio da modalidade integrada poderá contar com três eixos de ensino o Técnico e Telecomunicações; Processos Industriais – Tec. Em Eletroeletrônico; e, Infraestrutura com o curso Tec. em Edificações.
Na modalidade PROEJA (Educação de Jovens e Adultos), de ensino médio, a área visada é a de Tecnologia da Informação com o a implantação do curso de Técnico de Manutenção e Suporte em Informática. E a modalidade subsequente deve seguir os mesmos eixos de ensino da modalidade integrada.
Na modalidade superior, a intenção é que sejam oferecidos os cursos de Licenciatura em Computação e Tecnólogo em Tecnologia e Automação Industrial.
SENAI: No bairro do Iguape, Distrito Industrial de Ilhéus, o SENAI mantém instalações destinadas a formação profissionalizante nas áreas de montagem e manutenção de computadores, mecânica de automóveis e caminhões, mecânica pesada, eletricidade de alta e baixa tensão, eletromecânica e eletroeletrônico.
Rede de ensino
Ilhéus conta com as escolas públicas Colégio Modelo Luis Eduardo Magalhães, Escola Municipal do Pontal, Colégio Estadual do Iguape, Colégio da Polícia Militar Rômulo Galvão, Instituto Municipal de Ensino Eusínio Lavígne, Escola Santa Ângela, Escola Heitor Dias, Colégio Estadual de Salobrinho, Centro Educacional Álvaro Melo Vieira, Colégio Estadual Moysés Bohana, Instituto Federal da Bahia (IFBA e Escola Municipal Professor Paulo Freire  - Teotônio Vilela. 
Na rede privada conta com o Colégio Nossa Senhora da Vitória, Colégio São Jorge dos Ilhéus, Colégio Status, Escola Rui Barbosa, Colégio Fênix, Escola Dinâmica, Escola Progresso, Escola Vovó Calu, Escola Diretriz, Escola Degraus, Instituto Nossa Senhora da Piedade, Colégio Impacto, Colégio Ideal, Instituto de Ensino Joana d'Arc, Centro Educacional de Educação Profissional, Centro Educacional D. Pedro e Escola Paulo Freire.[carece de fontes?]

### Habitação
O déficit habitacional em Ilhéus atinge principalmente as famílias de baixa renda.  Para atender a uma parte dessa população, principalmente os que recebiam entre 1 a 3 salários mínimos, alguns empreendimentos foram realizados.
O primeiro conjunto habitacional foi construído na década de 1970 no Jardim Savóia (zona Norte) e financiado pelo Banco Nacional de Habitação (BNH). Também na década de 1970 foi construído o Conjunto Habitacional da Sapetinga, no bairro da Sapetinga para os que possuíam rendimentos de 4 a 7 salários mínimo, e  o Conjunto Jardim Boa Vista, no bairro do Pacheco.
Na década de 1980, foram construídos o Conjunto Habitacional URBIS na zona sul, que atendeu a mais uma parte da população que recebiam entre 1 a 3 salários mínimos. Ainda nesse período, foram construídos no bairro da Tapera, o Conjunto Colina do Sol, na zona sul, os Conjuntos: Morada do Pontal, o Habitacional Santo Antônio de Pádua e o CEPLUS, para os funcionários da Ceplac.
Neste período foi criado o Programa Federal Viva o Morro que beneficiou algumas habitações localizadas nos altos de morro ou em encostas, em Ilhéus atendeu os bairros: Tapera, Basílio, Formoso, Soledade, Coqueiro, São Sebastião, Esperança, São João, Nerival, Avenida Palmares e Centro Social Urbano.
Na década de 1990 o Conjunto Habitacional Parque Nova Esperança, financiado pela Caixa Econômica Federal.
Mesmo com todos esses empreendimentos habitacionais realizados por cooperativas e iniciativa privada, a maior parte da população de Ilhéus com renda de até 3 salários mínimos não foi contemplada. Com isso muitas famílias construíram suas moradias em áreas inadequadas e de risco, como as áreas alagadiças, as de encostas e morros de difícil acesso, sem qualquer infraestrutura, esgotamento sanitário ou abastecimento de água. Embora alguns serviços da administração pública tenham melhorado a qualidade de vida dessa população, como: pavimentação de ruas; iluminação pública; escadas; rampas; contenção de encostas; drenagem pluvial; eliminação de esgotos à céu aberto e construção de acessos, pouco se fez para resolver o problema do déficit de habitação para esta faixa de renda.
De acordo com o Censo 2010, Ilhéus possuía 56.003 domicílios particulares permanentes, dos quais 49.576 eram casas, 926 casas de vila ou em condomínio, 5.124 apartamentos e 377 eram habitações em casas de cômodos ou cortiço. Dentre os domicílios, 38.728 eram próprios, sendo que 37.793 já estavam quitados; 935 próprios em aquisição e 10.428 eram alugados; 6.382 foram cedidos e os 465 restantes foram ocupados de outra forma.
No ano de 2015, a administração de Ilhéus contratou, através do Programa Minha Casa, Minha Vida, a construção de 4400 residências populares. No final do ano de 2016, foram entregues  2.280 unidades nos Residenciais Sol e Mar I e Sol e Mar II, na Rodovia Ilhéus-Buerarema, localizados na BR 251.  Outras  656 unidades foram concluídas em outubro de 2017 no Conjunto Habitacional Vilela, no bairro Teotônio Vilela, zona oeste de Ilhéus.
Há previsão de que no início do ano de 2018 sejam entregues 600 apartamentos no Residencial Rio Cachoeira, no km 4 da rodovia Ilhéus-Itabuna (BR 415) e construídas mais 1024 residências no Condomínio Vida Nova, Bairro Ilhéus II, zona sul da cidade.

### Transportes

#### Rodoviário
Urbano
No setor de transportes, Ilhéus apresenta uma peculiaridade: é o único município do estado da Bahia, fora da Região Metropolitana de Salvador, a possuir um aeroporto e um porto.
O Sistema de Transporte Público de Passageiros é operado  por 2 empresas: Viametro e São Miguel, em regime de concessão. Estas empresas possuem juntas uma frota efetiva de 60 ônibus do transporte coletivo que fazem 68 linhas. A concessão ocorreu em 2003 e 2000, respectivamente, conforme consta no contrato de concessão disponível na prefeitura municipal de Ilhéus.
Nos últimos anos o Sistema de Transporte Público de Passageiros vem sofrendo forte contestação por parte da sociedade por conta da defasagem dos veículos, não cumprimento de partes do contrato de concessão e valores abusivos cobrados na passagem. E, em 2013, embalado pelo movimento passe livre, surgiu o movimento Reúne Ilhéus com o objetivo de resolver esses problemas. Na ocasião realizou uma série de atividades  como meio de pressão e de visibilidade aos questionamos o grupamento efetuou diversos atos públicos como passeadas, apresentações lúdicas e fechamento de ponte.
Além desse modal, a população utiliza ainda os serviços oferecidos pelos Taxi e moto-táxis -que ainda não está regulamentado. Recentemente, a cidade passou a possuir serviços de transporte de passageiros por aplicativos.

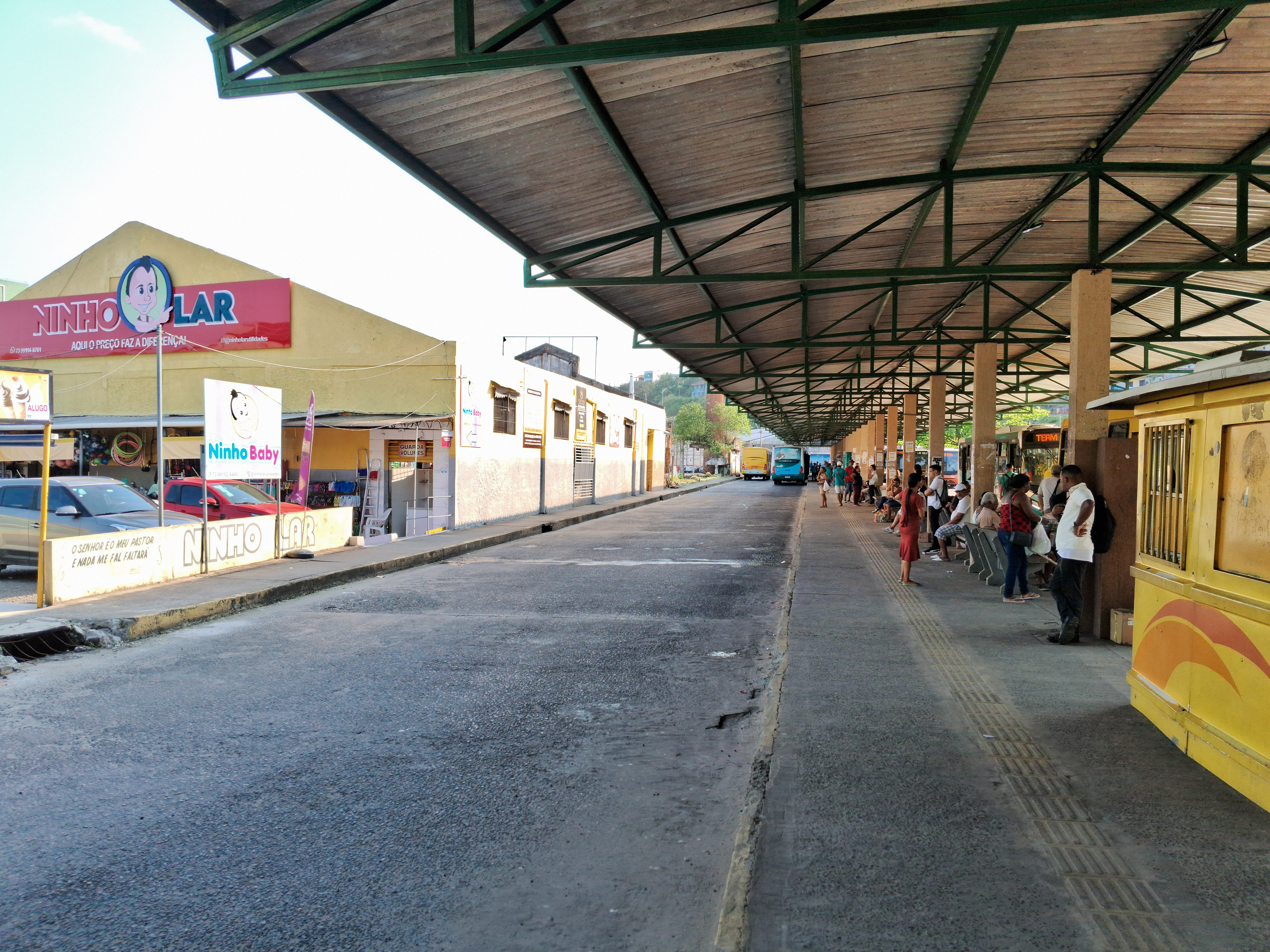
Terminal urbano, no Centro da cidade

Interurbano e Interestadual
Em relação ao transporte rodoviário interurbano e interestadual, do terminal rodoviário interurbano de Ilhéus partem ônibus regulares para diversas cidades do interior do estado e para capital, além de linhas regulares  para outros estados, com Rio de Janeiro, Espírito Santo e São Paulo. Dentre as empresas que operam no transporte intermunicipal e interestadual destacam-se: Viação Águia Branca, Rota Transportes, Gontijo Transportes e Rio Doce.[carece de fontes?]
O acesso rodoviário ao município ocorre ao norte, a BA 262 - Ilhéus/Uruçuca que dá acesso a BR 101 e a BA 001 - Ilhéus/Itacaré que dá acesso a Bom Despacho, ao sul BA 001 - Ilhéus/Canavieiras e ao oeste BR 415 – Ilhéus/Itabuna que intercepta a BR 101. As rodovias BA 262, BR-415 e BA 001 dão acesso respectivamente aos municípios de  Uruçuca e Itacaré, Itabuna e Canavieiras.[carece de fontes?]

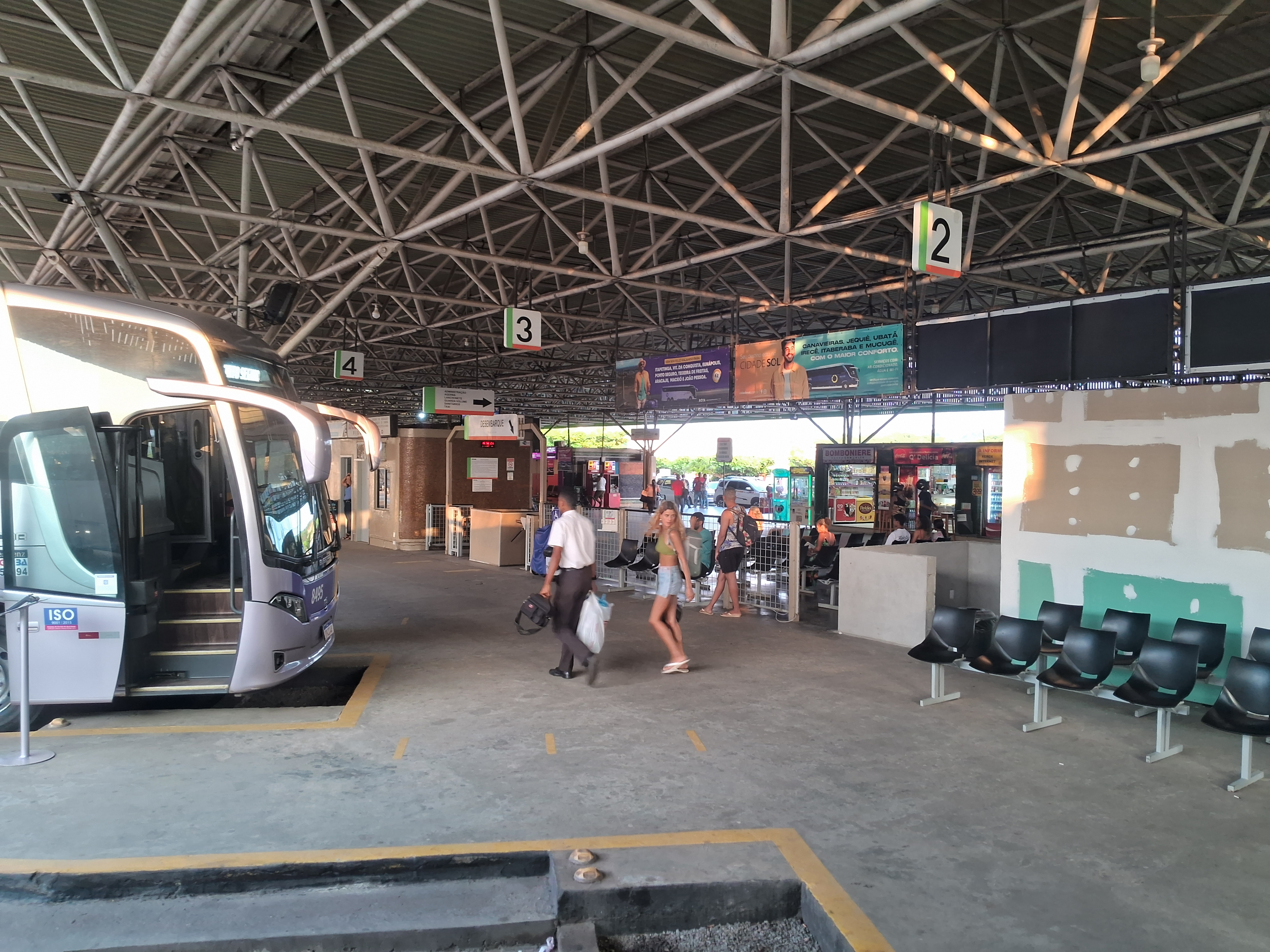
Terminal Rodoviário de Ilhéus

#### Aéreo

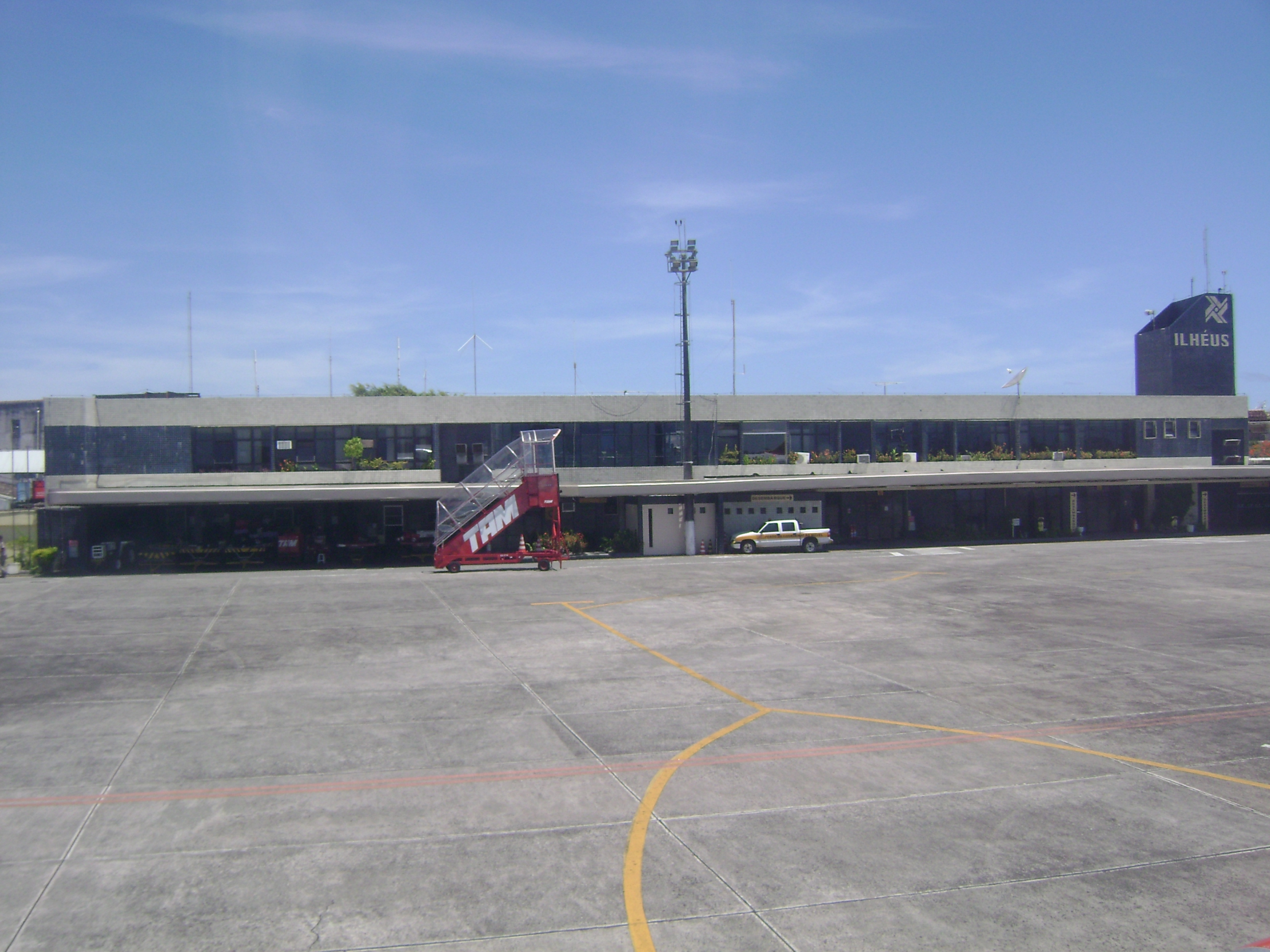
Aeroporto Jorge Amado

O transporte aeroviário do município é realizado através do Aeroporto Jorge Amado, atualmente administrado pela Infraero, foi repassado ao Governo do Estado da Bahia que vai iniciar o processo de concessão do terminal à iniciativa privada.  Segundo a Infraero a operação do Aeroporto de Ilhéus é deficitária em cerca de R$ 6 milhões por ano.
Atualmente, três grandes empresas aéreas, Azul Linhas Aéreas, GOL Transportes Aéreos e LATAM Airlines Brasil, operam voos regulares para Belo Horizonte (Confins), Campinas, Salvador e São Paulo (Congonhas e Guarulhos), além de voos em períodos sazonais para Recife, Vitória, Rio de Janeiro (Dumont e Galeão) e Goiânia.

#### Fluvial/Marítimo

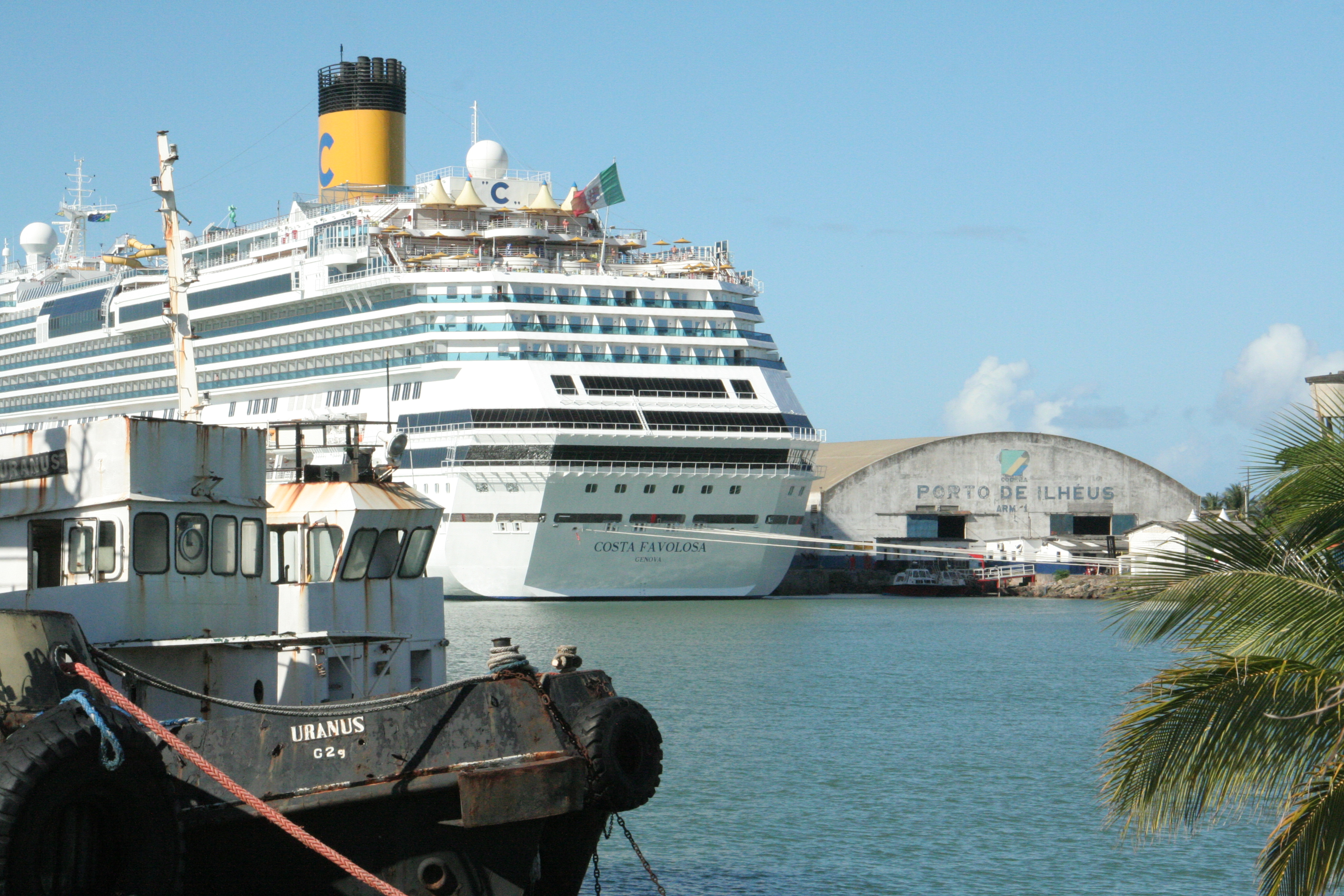
O Porto de Ilhéus recebe navios de cruzeiro turísticos

O Porto de Ilhéus, localizado na Ponta do Malhado, é o maior porto exportador de cacau do Brasil e o primeiro a ser construído em mar aberto no Brasil. Inaugurado,  em 1971 e administrado pela Companhia das Docas do Estado da Bahia,o porto possui capacidade de movimentação de um milhão de toneladas de carga por ano. Também é ponto de passagem obrigatória de diversos roteiros de cruzeiros turísticos. Atualmente, este porto é o principal exportador de grãos da Bahia, e oferece reais oportunidades de investimento e se mostra aberto a desafios.
Há a previsão de construção do Complexo Intermodal na região norte da cidade. O complexo prevê a construção de um novo porto, um aeroporto internacional e uma ferrovia, FIOL, ligando Ilhéus até o a fronteira a oeste do Brasil,  além da duplicação da BR-101 e a implantação de um gasoduto (Gasene).

## Cultura

### Puxada do Mastro
É a festa de São Sebastião, no distrito Olivença, em que ocorre a famosa puxada do mastro, atualmente os ritos vão desde a escolha da árvore que será cortada, com canções do grupo de zabumbeiros (no segundo domingo de Janeiro) em que o mastro é puxado da mata até a praça Cláudio Magalhães, em frente a Igreja Nossa Senhora da escada, e no dia 20 de Janeiro (data comemorativa de São Sebastião) o mastro é erguido com a bandeira do Santo e se encerra com a queima do mastro nas festas juninas.
O que se sabe é que os “arrastos” ou “puxadas” originaram-se de uma das atividades econômicas da cidade para empregar os índios, que seria o transporte de madeira até o porto de embarque; o evento é um patrimônio cultural da permanência indígena em Olivença, sua origem data do século XVII e XIX onde a interferência dos Jesuítas foi transformando o ritual indígena em um ritual consagrado a São Sebastião. É uma das celebrações mais prestigiadas da cidade de Ilhéus que tem a Associação dos machadeiros de Olivença (AMAO) como grupo responsável por sua organização. O Ritual é realizado como uma espécie de oferenda pois acreditava-se que o caso o mastro não fosse substituído anualmente a fome a peste e a guerra recaíram sobre Olivença. Após o cortejo do mastro, novas mudas são plantadas em seu lugar, evidenciando a conscientização do patrimônio ambiental.

### Bloco dos mascarados
É um tradicional Bloco de rua presente no carnaval de Ilhéus, o desfile dos mascarados ocorre juntamente com o evento da Puxada do Mastro; no dia da folia, os homens saem mascarados e enfeitados pela cidade, tocando tambores, fazendo diversas brincadeiras.

## Turismo

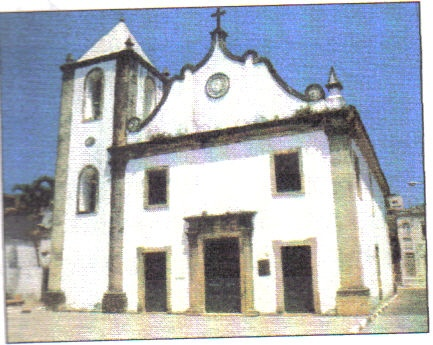
Igreja de São Jorge

Capital turística da Costa do Cacau, é considerada por muitos, terceiro maior ponto turístico da Bahia.
O Município de Ilhéus tem potencial para se destacar como um polo turístico,  em função de alguns atrativos artísticos, culturais, folclóricos, além de extensas áreas costeiras, vasto patrimônio histórico, festas e manifestações populares.  A maior parte do patrimônio arquitetônico de Ilhéus está intrinsecamente relacionado à época de ouro da lavoura cacaueira.
Tal período é abordado nos romances de Jorge Amado e impulsiona o turismo cultural, na medida em que revela imagens que ilustram tanto aspectos culturais quanto econômicos, naturais, históricos e arquitetônicos da região. Neste contexto o leitor-turista tem especial interesse em conhecer e identificar locais habitados pelos personagens amadianos e, ao mesmo tempo, conhecer a história e a cultura da cidade. Nos romances, o escritor faz referências a bairros, ruas, praças, casas e igrejas da cidade que serviram de cenário para suas narrativas. Lugares como o Bar Vesúvio, a Igreja Matriz de São Jorge, a Catedral de São Sebastião, o Bataclan e o Antigo Porto.

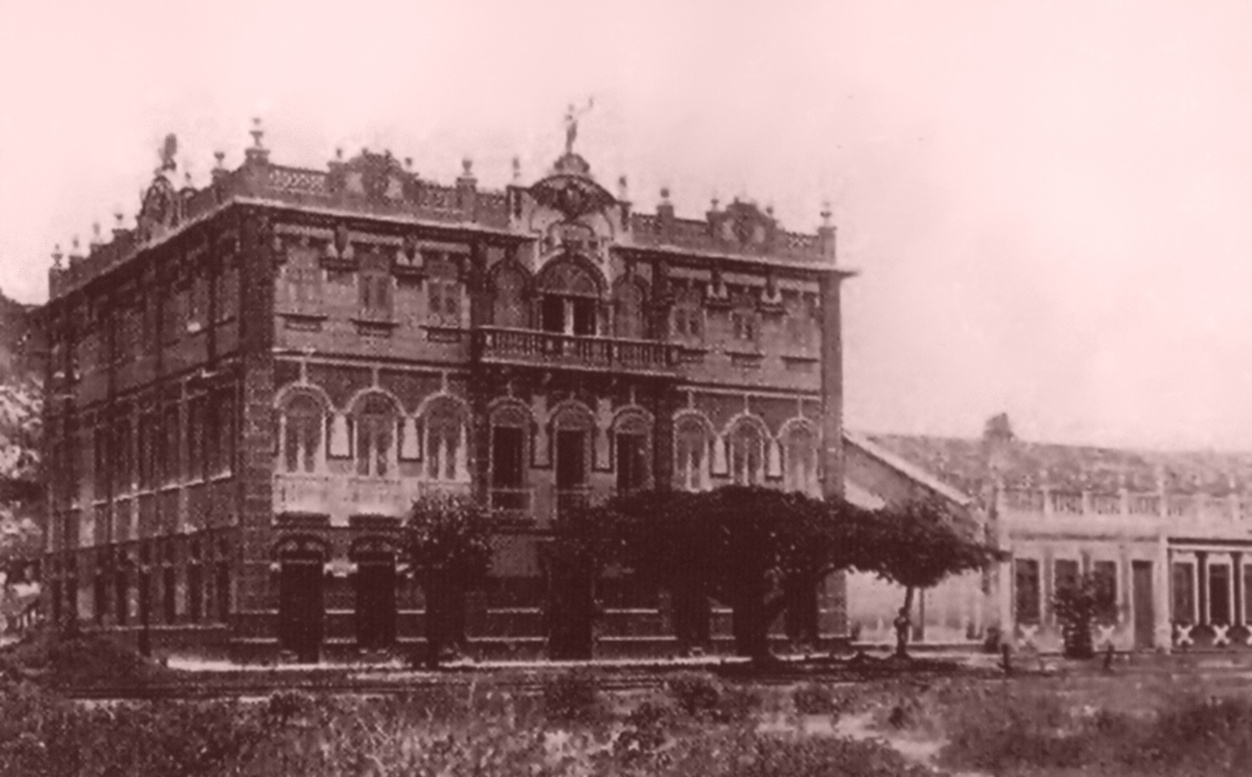
Palacete da família Berbet de Castro. Foto de 1910, aproximadamente

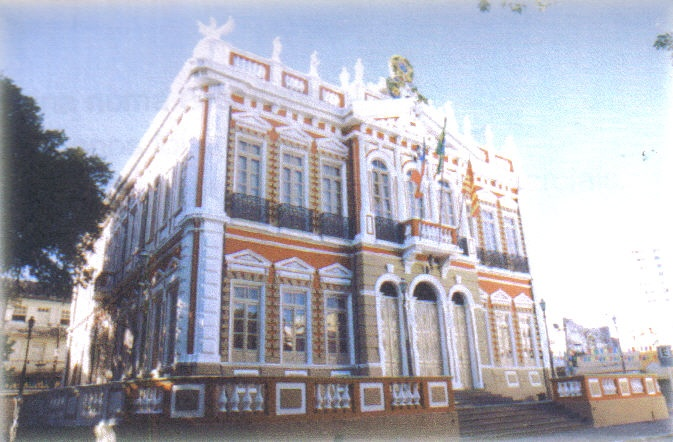
Palácio Paranaguá

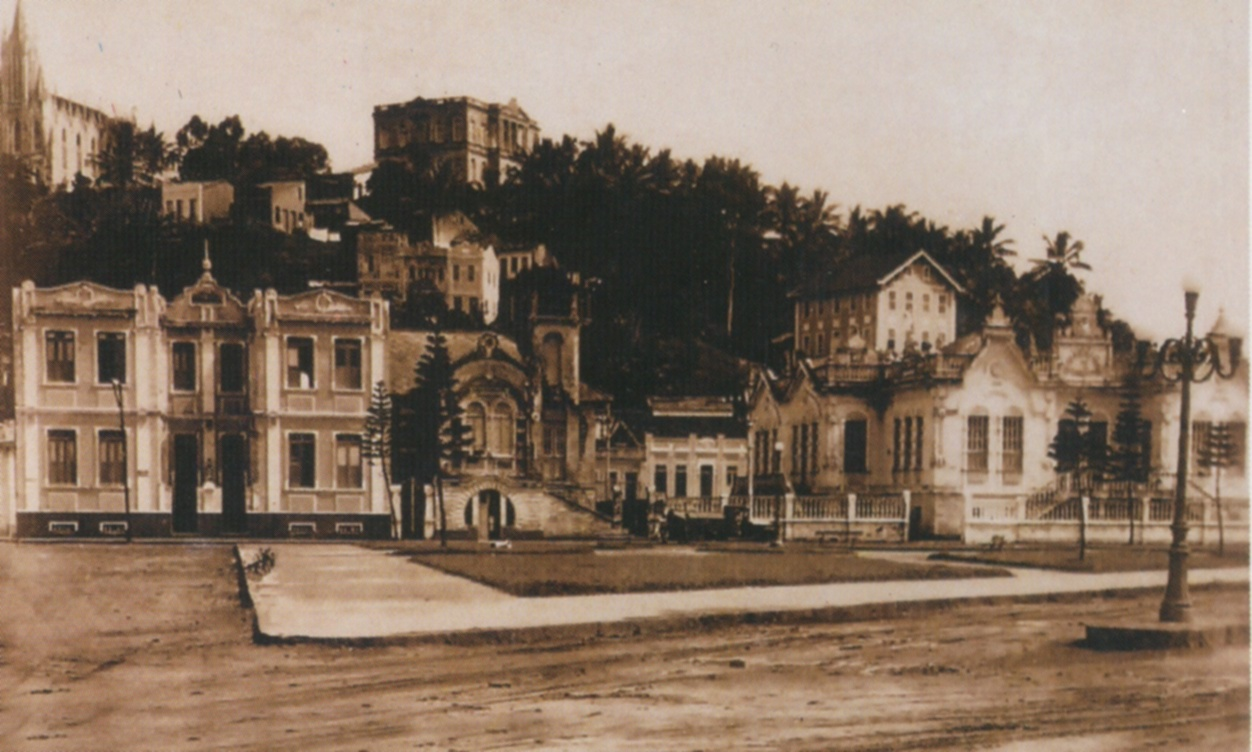
Praça Castro Alves, por volta de 1920

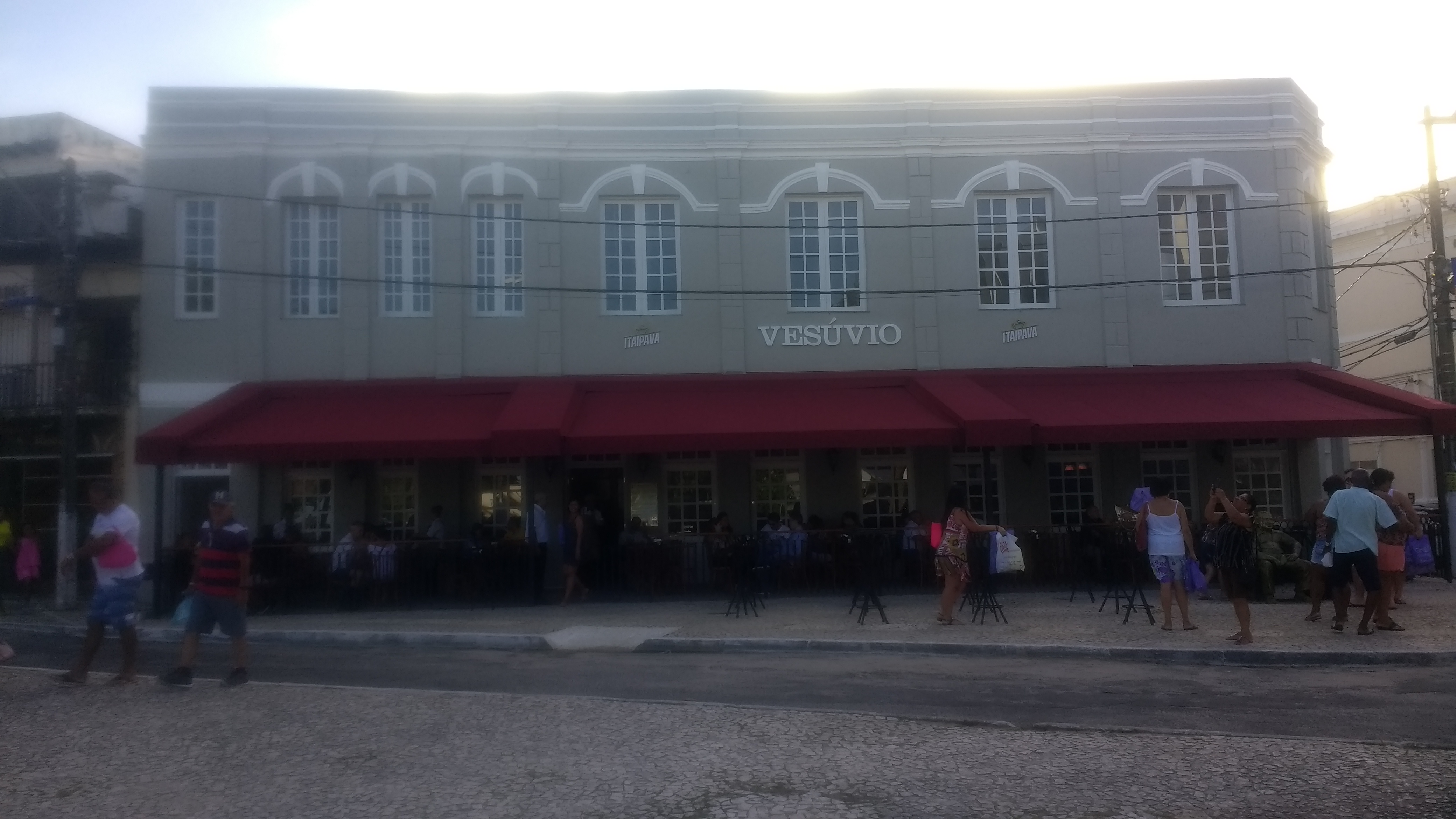
Bar Vesúvio em 2017

### Edificações e monumentos históricos
- Bar Vesúvio
- Bataclan
- Biblioteca Pública Municipal Adonias Filho - Av. Soares Lopes
- Casa de Cultura Jorge Amado - Quarteirão Jorge Amado
- Casario secular da Rua Antônio Lavigne de Lemos
- Catedral de São Sebastião - Praça Dom Eduardo
- Convento e Igreja Nossa Senhora da Piedade -
- Cristo - Av. 2 de Julho
- Igreja Matriz de São Jorge - Praça Rui Barbosa
- Museu da Capitania de Ilhéus
- Museu Nossa Senhora da Piedade
- Outeiro de São Sebastião
- Palacete Misael Tavares - Quarteirão Jorge Amado
- Palácio Episcopal - Alto Teresópolis
- Palácio Paranaguá - Praça J. J. Seabra
- Teatro Municipal de Ilhéus - Quarteirão Jorge Amado

### Praças
- Praça Luiz Viana/ Praça Dom Eduardo
- Praça J. J. Seabra
- Praça Barão do Rio Branco
- Praça Ruy Barbosa
- Praça do Cadete
- Praça Coronel Pessoa
- Praça Cairu
- Praça Castro Alves ou Praça da Irene

### Praias
A costa litorânea do município de Ilhéus possui uma extensão de 84 km, sendo considerada a maior do estado da Bahia. O litoral se estende desde o arraial do Acuípe, limite sul, tendo como divisor o rio Acuípe, até o povoado da Ponta do Ramo, ao norte, cujo limite é o rio Sargi. As praias não se sucedem de forma contínua pelo litoral, pois são interrompidas por formações rochosas e cursos d’água, como o rio Almada.
O litoral norte se caracteriza pelas áreas de preservação de mata atlântica e por praias com ondas fortes indicadas para práticas de esportes. Neste litoral encontram-se as seguintes praias: Ponta da Tulha, Joia do Atlântico, Mamoã, Ponta do Ramo, Sargi, Marciano, de São Domingos, do Malhado, da Avenida, do Cristo.
As praias do Sargi, Mamoã, Ponta da Tulha, Ponta do Ramo e a do Jóia encontram-se inseridas na APA da Lagoa Encantada se caracterizam por apresentar orla exposta e rústica, e trechos em diferentes níveis de ocupação (trechos não-urbanizados, urbanizados e em processo de ocupação). Tais praias apresentam áreas de mata atlântica, restinga, brejo e rios, além da fauna silvestre (primatas e pássaros). Principais usos deste trecho são: hotelaria, moradia e lazer. O acesso à estas praias ocorre de forma indireta.
As praias de São Domingos e São Miguel sofrem processo de erosão em função das orlas do porto do Malhado. Nesta unidade situa-se o bairro de São Miguel uma península margeada pelo oceano Atlântico e o rio Almada apresenta residências fixas de veraneio com pequenos comércio cabanas de praias, restaurantes, pousadas e lojas de artesanatos. Nas praias do Marciano e do Malhado,(vila de pescadores) são encontradas atividades como a pesca artesanal, a mariscagem e o beneficiamento (defumação), bem como o estaleiro para o reparos de barcos utilizados pela comunidade.
Na área central do município se localizam a avenida Soares Lopes,  a praia do Cristo e avenida Dois de Julho  . Essa área é cercada por rios e praias e apresenta orla exposta em processo de assoreamento com ocupação consolidado e totalmente urbanizada de uso residencial, comercial,turismo,lazer e serviços. Tem como atributos naturais praias em mar aberto com vegetação de restinga herbácea em processo de regeneração e espécies vegetais introduzidas que compõe o Parque Burle Marx.
O Litoral Sul se caracteriza pela diversidade de paisagens, e são encontradas desde praias com formações rochosas às praias com grande extensão de areia intercaladas por rios, recifes de arenito e trechos com vegetação de restinga herbácea e arbustiva, coqueiros. O litoral apresenta trechos em diferentes níveis de ocupação (trechos urbanizados, em processo de ocupação e não-urbanizados) e de tipos de uso, como: hotelaria, lazer, comercial, residencial, cabanas de praias, clubes e transporte aéreo (aeroporto). O acesso às praias ocorre, em sua maior parte, de forma direta. Neste litoral encontram-se as seguintes praias:  do Morro de Pernambuco, dos Milionários, do Cururupe, do Back Door, do Batuba, do Cai n’água, do Jairi, do Canabrava, Sirihyba e Acuípe.
Praia do Morro de Pernambuco é marcada pela presença de um farol, este trecho caracteriza-se como orla exposta não urbanizada cujos atributos naturais são rochas, vegetação de restinga herbácea, arbustiva e espécies exóticas.
A praia do Opaba se localiza entre o Morro do Pernambuco e a praia dos Milionários e Morro dos Navegantes. Sua orla é exposta e apresenta urbanização consolidada, possui como características naturais praias com recifes de arenito, vegetação de restinga herbácea e coqueirais. Apresenta uso diversificado:  residencial, comercial, lazer e transporte aéreo (aeroporto). O acesso às praias ocorre, principalmente, de forma indireta.
Tanto a praia dos Milionários quanto a do Morro dos Navegantes apresentam orla exposta em processo de urbanização e ocupação residencial pouco adensada. Nestas praias destacam-se ainda os empreendimentos hoteleiros de pequeno e médio porte e adensamento desordenado de barracas de praias sem padronização. Acesso à praia é parcialmente livre. Sua cobertura vegetal caracteriza-se por fragmentos de restinga herbáceas, coqueirais e espécies exóticas. Sua ocupação está voltada para as atividades de turismo e lazer.
As praias do Cururupe e Back Door têm a orla exposta com ocupação pouco adensada e apresenta diversidade de paisagem que se alterna entre vegetação de restinga herbácea e arbustiva, coqueiros, mangues, recifes de arenito, praias e curso d`água. A praia de Back Door é a primeira praia do distrito de Olivença, possui areia grossa e é e frequentadas por praticantes de surf, devido as ondas fortes. Na maré baixa esta praia fica repleta de piscinas naturais de águas mornas.
Jubiabá, Batuba, dos Milagres e a Cai n’água são praias que apresentam orla exposta em toda extensão e ocupação urbana consolidada. Se caracterizam por paisagens que alternam praias rochosas, rios, morros, recifes, remanescentes de restinga e trechos com águas medicinais. Os usos mais presentes são os de hotelaria, moradia e lazer, além da presença de barracas de praia. Estas praias estão localizadas no distrito de Olivença, única Estância Hidromineral á beira mar do país.
Praia de Sirihyba é a última praia do litoral sul de Ilhéus. Sua orla é exposta e a ocupação está em processo de urbanização. Tem paisagem característica a alternância de praias rochosas, rios, dunas, manguezais e restinga. Essa praia apresenta como usos principais: residencial, residências de veraneio, comercial (barracas de praias), turismo e de assentamento de pescadores.

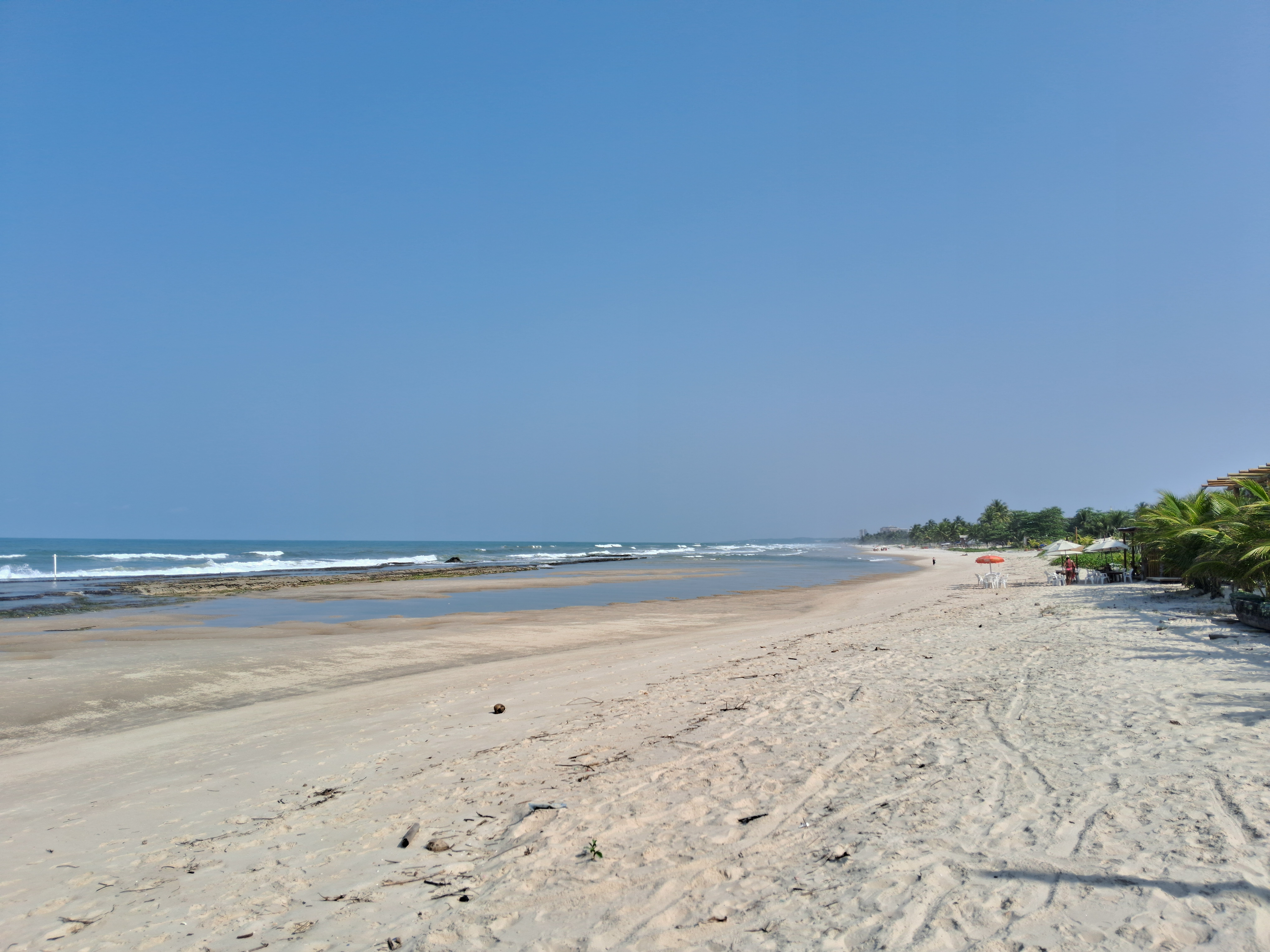
Praia dos Milionários, litoral sul de Ilhéus. O nome teve origem durante o coronelismo e deve-se ao fato de ter sido muito frequentada por coronéis, e também por causa das mansões dos barões do café. É a praia mais conhecida e visitada de Ilhéus
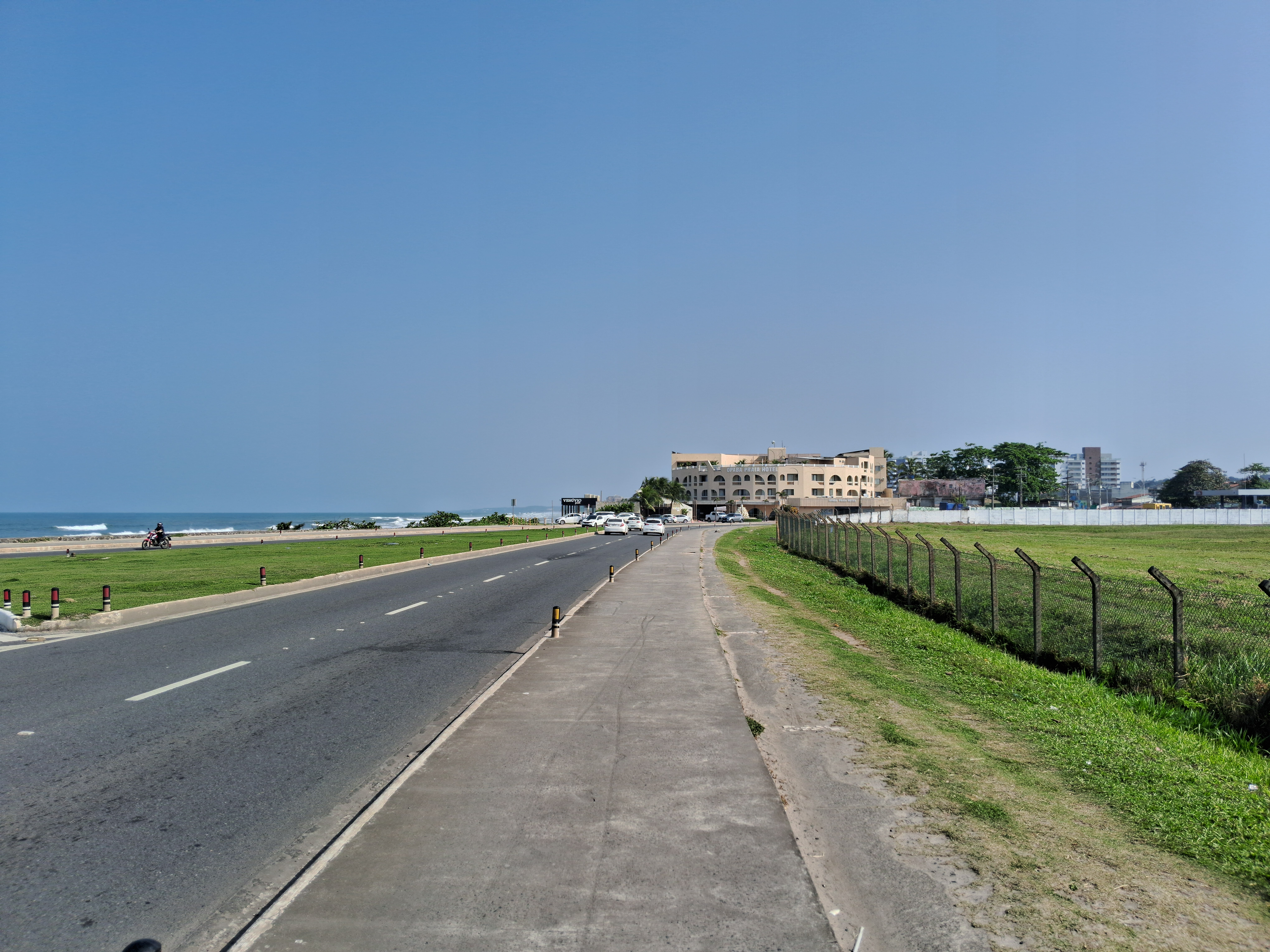
Litoral sul de Ilhéus, com a Praia dos Milionários à esquerda e o Opaba Praia Hotel ao fundo
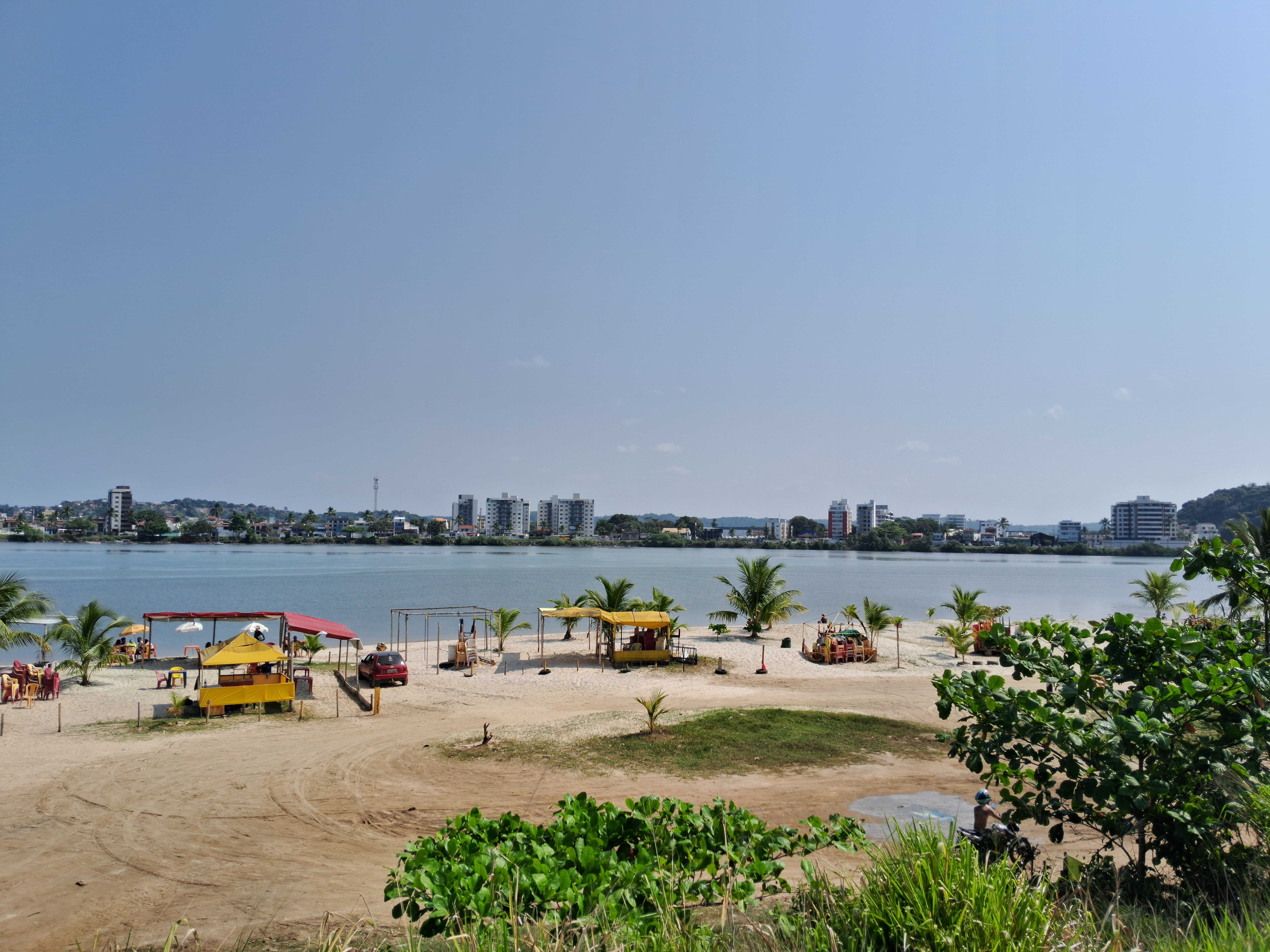
Praia fluvial, baía do Pontal. Rio Cachoeira ao fundo

### Outros
- Capela de Nossa Senhora Santana - Povoado Rio do Engenho
- Igreja Nossa Senhora das Escadas - Distrito de Olivença
- Estação de Rio do Braço - Distrito de Rio do Braço
- Ponta da Tulha - Povoado de Ponta da Tulha
- Lagoa Encantada - Povoado de Lagoa Encantada, Estrada Ilhéus/Itacaré

Lagoa natural de grande extensão situada a 12 km da entrada sul da estrada entre Ilhéus e Itacaré, ao fundo do condomínio Jóia do Atlântico. Muitas riquezas naturais provenientes do lago, diversas quedas d'água, área verde, comida típica e cultura local. A região ganhou destaque quando foi utilizada como cenário na Produção da telenovela Renascer exibida pela Rede Globo de 8 de março a 13 de novembro de 1993, ruínas da casa do personagem "Tião Galinha" ainda pode ser visitada pelos turistas.[carece de fontes?]
- Estrada do Chocolate (em implantação)

Seu trajeto vai de Ilhéus a Uruçuca e o projeto prevê a implantação de dois pórticos: um na Terra de Gabriela e outro na BR-101.  O objetivo é levar os turistas para a conhecerem o processo de produção do cacau e do chocolate, com visitas às fazendas, fábricas e lojas. Os atrativos, porém, oferecem muito mais que isso: passeios por reservas de Mata Atlântica, por localidades históricas, dentre outros locais como casarões dos séculos 18 e 19.

## Símbolos
Dois prefeitos e um professor dotaram Ilhéus de símbolos marcantes: cores, bandeira, brasão: em 1954, era prefeito Pedro Catalão; nesta gestão o professor Leopoldo Campos Monteiro, entendido em Heráldica, foi convidado a compor o brasão de Ilhéus, oficialmente aceito pelo decreto n° 34 de 4 de junho de 1954. Anos depois, em 1965, no governo do prefeito Herval Soledade, o mesmo professor Leopoldo Campos Monteiro, foi encarregado de criar a bandeira ilheense. A mesma lei que criou a bandeira e confirmou o brasão, estabeleceu como cores oficiais de Ilhéus, o vermelho e o verde.